# A Kecskeméti TE 2023–2024-es szezonja
A Kecskeméti TE a 2023–2024-es szezonban az NB1-ben indul, miután a 2022–2023-as NB1-es szezonban második helyen zárta a bajnokságot.
A Konferencia Liga 2. selejtezőkörében nem kiemelt csapatként csatlakoztak be, a lett Riga FC ellen, az első meccsen elért 2–1-es győzelem után az idegenbeli meccset hosszabbítás után 3–1-re elveszítve búcsúztak a sorozattól.
A MOL Magyar Kupában a 3. fordulóban csatlakoztak be, ellenfelük a másodosztályú Soroksár együttese volt, akik ellen 1–2-es eredménnyel jutottak tovább. A legjobb 32 között a szintén másodosztályú Szeged ellen jutottak tovább 0–1-es eredménnyel. A nyolcaddöntőben a harmadosztályú Veszprém ellen 2–0-ra győzedelmeskedtek és léptek tovább a negyeddöntőbe.A legjobb 8 között a másodosztály éllovasa, a Nyíregyháza Spartacus FC volt az ellenfél, melyet a nyírségiek nyertek meg 2–1-re, így a KTE számára véget értek az idei kupa küzdelmek.

## Mezek
| Hazai | Vendég |

## Statisztikák
Utolsó elszámolt mérkőzés: 2024. május 19.

### Összesített statisztika
A felkészülési mérkőzéseket nem vettük figyelembe.
| Statisztika                               | Minden kiírás | OTP Bank Liga | MOL Magyar Kupa | Európa Konferencia Liga |
| ----------------------------------------- | --- | --- | --- | --- |
| Lejátszott mérkőzés                       | 39 | 33 | 4 | 2 |
| Győzelem                                  | 16 | 12 | 3 | 1 |
| Döntetlen                                 | 7 | 7 | 0 | 0 |
| Vereség                                   | 16 | 14 | 1 | 1 |
| Szerzett gól                              | 54 | 45 | 6 | 3 |
| Kapott gól                                | 52 | 45 | 3 | 4 |
| Gólkülönbség                              | +2 | 0 | +3 | –1 |
| Sárga lap                                 | 109 | 94 | 9 | 6 |
| Kiállítás                                 | 1 | 1 | 0 | 0 |
| Legtöbb gólt szerző játékos               | Horváth Krisztofer,12 gól | Horváth Krisztofer,11 gól | 5 játékos,1–1 gól | 3 játékos,1–1 gól |
| Legtöbbet figyelmeztetett játékos         | Vágó Levente,13 figyelmeztetés | Vágó Levente,11 figyelmeztetés | Vágó Levente2 figyelmeztetés | Szalai Gábor2 figyelmeztetés |
| Legtöbb gól egy mérkőzésen                | 8 gól, Újpest ellen 3–5 idegenben az OTP Bank Liga 10. fordulójában, 2023.10.21.                                                                        | 8 gól, Újpest ellen 3–5 idegenben az OTP Bank Liga 10. fordulójában, 2023.10.21.                                                                        | 8 gól, Újpest ellen 3–5 idegenben az OTP Bank Liga 10. fordulójában, 2023.10.21.                                                                        | 8 gól, Újpest ellen 3–5 idegenben az OTP Bank Liga 10. fordulójában, 2023.10.21.                                                                        |
| Legnagyobb győzelem hazai pályán          | 3 gólos, Puskás Akadémia ellen 4–1 az OTP Bank Liga 5. fordulójában, 2023.08.26.                                                                        | 3 gólos, Puskás Akadémia ellen 4–1 az OTP Bank Liga 5. fordulójában, 2023.08.26.                                                                        | 3 gólos, Puskás Akadémia ellen 4–1 az OTP Bank Liga 5. fordulójában, 2023.08.26.                                                                        | 3 gólos, Puskás Akadémia ellen 4–1 az OTP Bank Liga 5. fordulójában, 2023.08.26.                                                                        |
| Legnagyobb vereség hazai pályán           | 2 gólos, Mezőkövesd ellen 0–2 az OTP Bank Liga 7. fordulójában, 2023.09.22.                                                                             | 2 gólos, Mezőkövesd ellen 0–2 az OTP Bank Liga 7. fordulójában, 2023.09.22.                                                                             | 2 gólos, Mezőkövesd ellen 0–2 az OTP Bank Liga 7. fordulójában, 2023.09.22.                                                                             | 2 gólos, Mezőkövesd ellen 0–2 az OTP Bank Liga 7. fordulójában, 2023.09.22.                                                                             |
| Legnagyobb győzelem idegenben             | 3 gólos, Mezőkövesd ellen 3–0 az OTP Bank Liga 18. fordulójában, 2024.02.04.,és Újpest ellen 3–0 az OTP Bank Liga 32. fordulójában, 2024.05.10.         | 3 gólos, Mezőkövesd ellen 3–0 az OTP Bank Liga 18. fordulójában, 2024.02.04.,és Újpest ellen 3–0 az OTP Bank Liga 32. fordulójában, 2024.05.10.         | 3 gólos, Mezőkövesd ellen 3–0 az OTP Bank Liga 18. fordulójában, 2024.02.04.,és Újpest ellen 3–0 az OTP Bank Liga 32. fordulójában, 2024.05.10.         | 3 gólos, Mezőkövesd ellen 3–0 az OTP Bank Liga 18. fordulójában, 2024.02.04.,és Újpest ellen 3–0 az OTP Bank Liga 32. fordulójában, 2024.05.10.         |
| Legnagyobb vereség idegenben              | 3 gólos, Puskás Akadémia ellen 0–3 az OTP Bank Liga 16. fordulójában, 2023.12.08.                                                                       | 3 gólos, Puskás Akadémia ellen 0–3 az OTP Bank Liga 16. fordulójában, 2023.12.08.                                                                       | 3 gólos, Puskás Akadémia ellen 0–3 az OTP Bank Liga 16. fordulójában, 2023.12.08.                                                                       | 3 gólos, Puskás Akadémia ellen 0–3 az OTP Bank Liga 16. fordulójában, 2023.12.08.                                                                       |
| Legmagasabb nézőszám hazai pályán         | 4.957, Ferencváros ellen az OTP Bank Liga 12. fordulójában, 2023.11.05.                                                                                 | 4.957, Ferencváros ellen az OTP Bank Liga 12. fordulójában, 2023.11.05.                                                                                 | 4.957, Ferencváros ellen az OTP Bank Liga 12. fordulójában, 2023.11.05.                                                                                 | 4.957, Ferencváros ellen az OTP Bank Liga 12. fordulójában, 2023.11.05.                                                                                 |
| Legalacsonyabb nézőszám hazai pályán      | 1.824, MTK Budapest ellen az OTP Bank Liga 15. fordulójában, 2023.12.02.                                                                                | 1.824, MTK Budapest ellen az OTP Bank Liga 15. fordulójában, 2023.12.02.                                                                                | 1.824, MTK Budapest ellen az OTP Bank Liga 15. fordulójában, 2023.12.02.                                                                                | 1.824, MTK Budapest ellen az OTP Bank Liga 15. fordulójában, 2023.12.02.                                                                                |
| Veretlenségi sorozat a bajnokságban       | 4 mérkőzés, 2023.10.28-tól (Kecskemét–Zalaegerszeg 3–1) 2023.11.26-ig (Fehérvár–Kecskemét 3–3),és 2024.04.21-től (Kecskemét–Mezőkövesd 2–1) jelenleg is | 4 mérkőzés, 2023.10.28-tól (Kecskemét–Zalaegerszeg 3–1) 2023.11.26-ig (Fehérvár–Kecskemét 3–3),és 2024.04.21-től (Kecskemét–Mezőkövesd 2–1) jelenleg is | 4 mérkőzés, 2023.10.28-tól (Kecskemét–Zalaegerszeg 3–1) 2023.11.26-ig (Fehérvár–Kecskemét 3–3),és 2024.04.21-től (Kecskemét–Mezőkövesd 2–1) jelenleg is | 4 mérkőzés, 2023.10.28-tól (Kecskemét–Zalaegerszeg 3–1) 2023.11.26-ig (Fehérvár–Kecskemét 3–3),és 2024.04.21-től (Kecskemét–Mezőkövesd 2–1) jelenleg is |
| Nyeretlenségi sorozat a bajnokságban      | 6 mérkőzés, 2023.09.03-tól (Debrecen–Kecskemét 2–0) 2023.10.21-ig (Újpest–Kecskemét 5–3)                                                                | 6 mérkőzés, 2023.09.03-tól (Debrecen–Kecskemét 2–0) 2023.10.21-ig (Újpest–Kecskemét 5–3)                                                                | 6 mérkőzés, 2023.09.03-tól (Debrecen–Kecskemét 2–0) 2023.10.21-ig (Újpest–Kecskemét 5–3)                                                                | 6 mérkőzés, 2023.09.03-tól (Debrecen–Kecskemét 2–0) 2023.10.21-ig (Újpest–Kecskemét 5–3)                                                                |
| Bajnoki pontok száma (csak OTP Bank Liga) | 45 pont a megszerezhető 99 pontból (45,4%) | 45 pont a megszerezhető 99 pontból (45,4%) | – | – |

### Összesítés kiírások szerint
A felkészülési mérkőzéseket nem vettük figyelembe.
Dőlttel a jelenleg még le nem zárult kiírás(oka)t illetve az abban elért helyezést jelöltük.
| Kiírás        | Statisztikák | Statisztikák | Statisztikák | Statisztikák | Statisztikák | Statisztikák | Statisztikák | Statisztikák | Statisztikák | Statisztikák | Kezdőforduló/helyezés  | Végsőforduló/helyezés  | Mérkőzések dátumai | Mérkőzések dátumai | Mérkőzések dátumai |
| Kiírás        | M            | GY           | D            | V            | SzG–KG       | GK           | ÖG           | SzGÁ         | KGÁ          | ÖGÁ          | Kezdőforduló/helyezés  | Végsőforduló/helyezés  | Első               | Utolsó             | Következő          |
| ------------- | ------------ | ------------ | ------------ | ------------ | ------------ | ------------ | ------------ | ------------ | ------------ | ------------ | ---------------------- | ---------------------- | ------------------ | ------------------ | ------------------ |
| Bajnokság     | 33           | 13           | 06           | 14           | 45–45        | 0            | 090          | 1,36         | 1,36         | 2,72         | 6.                     | 6.                     | 2023.08.07.        | 2024.05.19.        | —                  |
| Magyar Kupa   | 04           | 03           | 0            | 01           | 06–03        | 0+3          | 09           | 1,50         | 0,75         | 2,25         | 3. forduló(legjobb 64) | Negyeddöntő(legjobb 8) | 2023.09.15.        | 2024.04.04.        | —                  |
| Konf. Liga    | 02           | 01           | 0            | 01           | 03–04        | 0–1          | 07           | 1,50         | 2,00         | 3,50         | 2. selejtezőkör        | 2. selejtezőkör        | 2023.07.27.        | 2023.08.03.        | —                  |
| Minden kiírás | 39           | 17           | 06           | 16           | 54–52        | 0+2          | 106          | 1,38         | 1,33         | 2,71         |                        |                        |                    |                    |                    |
| Hazai         | 18           | 11           | 03           | 04           | 29–18        | +11          | 047          | 1,61         | 1,00         | 2,61         |                        |                        |                    |                    |                    |
| Idegen        | 21           | 06           | 03           | 12           | 25–34        | 0–9          | 059          | 1,19         | 1,62         | 2,81         |                        |                        |                    |                    |                    |

### Gólok statisztikái

#### Gólszerzők a szezonban
A táblázatban csak azokat a Kecskeméti TE játékosokat tüntettük fel, akik a szezon során legalább egy gólt szereztek bármelyik kiírásban.
A felkészülési mérkőzéseket nem vettük figyelembe.
A táblázat elején a több gólt elérő játékosokat tüntettük fel (az összes kiírást tekintve).
Egy-egy mérkőzés részletei a forduló sorszámára kattintva nézhető meg.
A játékos neve alatti   sötétszürke szín   azon játékosnál látható, aki már nem tagja a keretnek és nála a statisztika az utolsó pályára lépése idején mutatott állapotot mutatja.
| Játékos                            | Összeskiírásban                    | Összeskiírásban                    | Összeskiírásban                    | OTP Bank Liga                      | OTP Bank Liga                      | OTP Bank Liga                      | OTP Bank Liga | OTP Bank Liga | OTP Bank Liga | OTP Bank Liga | OTP Bank Liga | OTP Bank Liga | OTP Bank Liga | OTP Bank Liga | OTP Bank Liga | OTP Bank Liga | OTP Bank Liga | OTP Bank Liga | OTP Bank Liga | OTP Bank Liga | OTP Bank Liga | OTP Bank Liga | OTP Bank Liga | OTP Bank Liga | OTP Bank Liga | OTP Bank Liga | OTP Bank Liga | OTP Bank Liga | OTP Bank Liga | OTP Bank Liga | OTP Bank Liga | OTP Bank Liga | OTP Bank Liga | OTP Bank Liga | OTP Bank Liga | OTP Bank Liga | OTP Bank Liga | OTP Bank Liga | OTP Bank Liga | MOL Magyar Kupa | MOL Magyar Kupa | MOL Magyar Kupa | MOL Magyar Kupa | MOL Magyar Kupa | MOL Magyar Kupa | MOL Magyar Kupa | Európa Konferencia Liga | Európa Konferencia Liga | Európa Konferencia Liga | Európa Konferencia Liga | Európa Konferencia Liga |
| Játékos                            | Összeskiírásban                    | Összeskiírásban                    | Összeskiírásban                    | Gólok                              | Gólok                              | Gólok                              | 1             | 2             | 3             | 4             | 5             | 6             | 7             | 8             | 9             | 10            | 11            | 12            | 13            | 14            | 15            | 16            | 17            | 18            | 19            | 20            | 21            | 22            | 23            | 24            | 25            | 26            | 27            | 28            | 29            | 30            | 31            | 32            | 33            | Gólok           | Gólok           | Gólok           | 3f              | 4f              | 8d              | 4d              | Gólok                   | Gólok                   | Gólok                   | 2sk-1                   | 2sk-2                   |
| Játékos                            | Gól                                | 11                                 | öngól                              | Gól                                | 11                                 | öngól                              | v             | h             | h             | v             | h             | v             | h             | v             | h             | v             | h             | h             | v             | v             | h             | v             | h             | v             | h             | v             | h             | v             | v             | h             | h             | v             | h             | v             | h             | v             | h             | v             | h             | Gól             | 11              | öngól           | v               | v               | v               | v               | Gól                     | 11                      | öngól                   | h                       | v                       |
| ---------------------------------- | ---------------------------------- | ---------------------------------- | ---------------------------------- | ---------------------------------- | ---------------------------------- | ---------------------------------- | ------------- | ------------- | ------------- | ------------- | ------------- | ------------- | ------------- | ------------- | ------------- | ------------- | ------------- | ------------- | ------------- | ------------- | ------------- | ------------- | ------------- | ------------- | ------------- | ------------- | ------------- | ------------- | ------------- | ------------- | ------------- | ------------- | ------------- | ------------- | ------------- | ------------- | ------------- | ------------- | ------------- | --------------- | --------------- | --------------- | --------------- | --------------- | --------------- | --------------- | ----------------------- | ----------------------- | ----------------------- | ----------------------- | ----------------------- |
| Horváth Kr.                        | 12                                 | 6                                  | 0                                  | 11                                 | 6                                  | 0                                  |               |               |               |               | gól · Gól     |               |               | gól           |               |               |               | gól           | gól           |               | gól           |               |               |               | Gól · Gól     |               |               |               |               | gól · Gól     |               |               |               |               |               |               |               | Gól           |               | 1               | 0               | 0               | Gól             |                 |                 |                 | 0                       | 0                       | 0                       |                         |                         |
| Pálinkás                           | 9                                  | 0                                  | 0                                  | 7                                  | 0                                  | 0                                  |               | Gól           |               |               |               |               |               |               | Gól           |               |               | Gól           |               |               |               |               |               |               |               |               |               |               |               |               |               |               | Gól           |               |               |               |               | Gól · Gól     | Gól           | 1               | 0               | 0               | Gól             |                 |                 |                 | 1                       | 0                       | 0                       | Gól                     |                         |
| Szalai G.                          | 4                                  | 0                                  | 0                                  | 4                                  | 0                                  | 0                                  |               | Gól           | Gól           |               |               |               |               |               |               | Gól           |               |               |               | Gól           |               |               |               | —             | —             | —             | —             | —             | —             | —             | —             | —             | —             | —             | —             | —             | —             | —             | —             | 0               | 0               | 0               |                 |                 | —               | —               | 0                       | 0                       | 0                       |                         |                         |
| Lukács D.                          | 3                                  | 0                                  | 0                                  | 3                                  | 0                                  | 0                                  | —             | —             | —             | —             | —             | —             | —             | —             | —             | —             | —             | —             | —             | —             | —             | —             | —             | Gól · Gól     |               |               | Gól           |               |               |               |               |               |               |               |               |               |               |               |               | 0               | 0               | 0               | —               | —               |                 |                 | 0                       | 0                       | 0                       |                         |                         |
| Szuhodovszki                       | 3                                  | 0                                  | 0                                  | 2                                  | 0                                  | 0                                  |               | Gól           |               |               |               |               |               |               |               | Gól           |               |               |               |               |               |               |               | —             | —             | —             | —             | —             | —             | —             | —             | —             | —             | —             | —             | —             | —             | —             | —             | 0               | 0               | 0               |                 |                 | —               | —               | 1                       | 0                       | 0                       | Gól                     |                         |
| Vágó                               | 3                                  | 0                                  | 0                                  | 2                                  | 0                                  | 0                                  |               |               |               |               |               |               |               |               |               | Gól           |               |               | Gól           |               |               |               |               |               |               |               |               |               |               |               |               |               |               |               |               |               |               |               |               | 0               | 0               | 0               |                 |                 |                 |                 | 1                       | 0                       | 0                       |                         | Gól                     |
| Banó-Szabó                         | 2                                  | 0                                  | 0                                  | 2                                  | 0                                  | 0                                  |               |               |               |               |               |               |               |               |               |               |               |               |               |               |               |               | Gól           |               |               |               |               |               |               | Gól           |               |               |               |               |               |               |               |               |               | 0               | 0               | 0               |                 |                 |                 |                 | 0                       | 0                       | 0                       |                         |                         |
| Helmich                            | 2                                  | 0                                  | 0                                  | 2                                  | 0                                  | 0                                  | —             | —             | —             | —             | —             | —             | —             | —             | —             | —             | —             | —             | —             | —             | —             | —             | —             |               |               |               |               |               |               |               |               | Gól           |               |               | Gól           |               |               |               |               | 0               | 0               | 0               | —               | —               |                 |                 | 0                       | 0                       | 0                       | —                       | —                       |
| Szabó A.                           | 2                                  | 0                                  | 0                                  | 2                                  | 0                                  | 0                                  |               |               |               |               |               |               |               |               |               |               | Gól           |               |               |               |               |               |               | Gól           |               |               |               |               |               |               |               |               |               |               |               |               |               |               |               | 0               | 0               | 0               |                 |                 |                 |                 | 0                       | 0                       | 0                       |                         |                         |
| Szendrei                           | 2                                  | 0                                  | 0                                  | 2                                  | 0                                  | 0                                  |               |               |               |               |               |               |               |               |               |               |               |               |               | Gól           |               |               |               |               |               |               |               |               |               |               |               | Gól           |               |               |               |               |               |               |               | 0               | 0               | 0               |                 |                 |                 |                 | 0                       | 0                       | 0                       |                         |                         |
| Tóth B.                            | 2                                  | 0                                  | 0                                  | 2                                  | 0                                  | 0                                  |               |               |               |               | Gól           |               |               |               |               |               | Gól           |               |               |               |               |               |               | —             | —             | —             | —             | —             | —             | —             | —             | —             | —             | —             | —             | —             | —             | —             | —             | 0               | 0               | 0               |                 |                 | —               | —               | 0                       | 0                       | 0                       |                         |                         |
| Zeke                               | 2                                  | 0                                  | 0                                  | 2                                  | 0                                  | 0                                  |               |               |               |               |               |               |               |               |               |               | Gól           |               |               |               |               |               |               |               |               |               |               | Gól           |               |               |               |               |               |               |               |               |               |               |               | 0               | 0               | 0               |                 |                 |                 |                 | 0                       | 0                       | 0                       |                         |                         |
| Iyinbor                            | 1                                  | 0                                  | 0                                  | 0                                  | 0                                  | 0                                  |               |               |               |               |               |               |               |               |               |               |               |               |               |               |               |               |               |               |               |               |               |               |               |               |               |               |               |               |               |               |               |               |               | 1               | 0               | 0               |                 | Gól             |                 |                 | 0                       | 0                       | 0                       |                         |                         |
| Katona L.                          | 1                                  | 0                                  | 0                                  | 0                                  | 0                                  | 0                                  |               |               |               |               |               |               |               |               |               |               |               |               |               |               |               |               |               |               |               |               |               |               |               |               |               |               |               |               |               |               |               |               |               | 1               | 0               | 0               |                 |                 | Gól             |                 | 0                       | 0                       | 0                       |                         |                         |
| Nagy K.                            | 1                                  | 1                                  | 0                                  | 1                                  | 1                                  | 0                                  |               |               |               |               | gól           |               |               |               |               |               |               |               |               |               |               |               |               |               |               |               |               |               |               |               |               |               |               |               |               |               |               |               |               | 0               | 0               | 0               |                 |                 |                 |                 | 0                       | 0                       | 0                       |                         |                         |
| Nagy O.                            | 1                                  | 0                                  | 0                                  | 1                                  | 0                                  | 0                                  |               |               |               |               |               |               |               |               |               |               |               |               |               | Gól           |               |               |               |               |               |               |               |               |               |               |               |               |               |               |               |               |               |               |               | 0               | 0               | 0               |                 |                 |                 |                 | 0                       | 0                       | 0                       |                         |                         |
| Nikitscher                         | 1                                  | 0                                  | 0                                  | 1                                  | 0                                  | 0                                  |               |               |               |               |               |               |               |               |               |               |               |               |               |               |               |               |               |               |               |               |               |               |               |               |               |               |               |               |               |               |               |               | Gól           | 0               | 0               | 0               |                 |                 |                 |                 | 0                       | 0                       | 0                       |                         |                         |
| Zsótér                             | 1                                  | 0                                  | 0                                  | 0                                  | 0                                  | 0                                  |               |               |               |               |               |               |               |               |               |               |               |               |               |               |               |               |               |               |               |               |               |               |               |               |               |               |               |               |               |               |               |               |               | 1               | 0               | 0               |                 |                 | Gól             |                 | 0                       | 0                       | 0                       |                         |                         |
| ellenfél                           | 2                                  | —                                  | —                                  | 1                                  | —                                  | —                                  |               |               |               |               |               |               |               |               |               |               |               |               |               |               |               |               |               |               |               |               |               |               |               |               |               |               |               |               | öngól         |               |               |               |               | 1               | —               | —               |                 |                 |                 | öngól           | 0                       | —                       | —                       |                         |                         |
| Összesen                           | 54                                 | 7                                  | 0                                  | 45                                 | 7                                  | 0                                  | 0             | 3             | 1             | 0             | 4             | 0             | 0             | 1             | 1             | 3             | 3             | 2             | 2             | 3             | 1             | 0             | 1             | 3             | 2             | 0             | 1             | 1             | 0             | 3             | 0             | 2             | 1             | 0             | 2             | 0             | 0             | 3             | 2             | 6               | 0               | 0               | 2               | 1               | 2               | 1               | 3                       | 0                       | 0                       | 2                       | 1                       |
| OTP Bank Liga: őszi–tavaszi szezon | OTP Bank Liga: őszi–tavaszi szezon | OTP Bank Liga: őszi–tavaszi szezon | OTP Bank Liga: őszi–tavaszi szezon | OTP Bank Liga: őszi–tavaszi szezon | OTP Bank Liga: őszi–tavaszi szezon | OTP Bank Liga: őszi–tavaszi szezon | 25            | 25            | 25            | 25            | 25            | 25            | 25            | 25            | 25            | 25            | 25            | 25            | 25            | 25            | 25            | 25            | 25            | 20            | 20            | 20            | 20            | 20            | 20            | 20            | 20            | 20            | 20            | 20            | 20            | 20            | 20            | 20            | 20            |                 |                 |                 |                 |                 |                 |                 |                         |                         |                         |                         |                         |
| OTP Bank Liga: körök szerint       | OTP Bank Liga: körök szerint       | OTP Bank Liga: körök szerint       | OTP Bank Liga: körök szerint       | OTP Bank Liga: körök szerint       | OTP Bank Liga: körök szerint       | OTP Bank Liga: körök szerint       | 16            | 16            | 16            | 16            | 16            | 16            | 16            | 16            | 16            | 16            | 16            | 16            | 16            | 16            | 16            | 16            | 16            | 16            | 16            | 16            | 16            | 16            | 13            | 13            | 13            | 13            | 13            | 13            | 13            | 13            | 13            | 13            | 13            |                 |                 |                 |                 |                 |                 |                 |                         |                         |                         |                         |                         |

Jelmagyarázat: : büntetőgól; : öngól alatt a játékos által az ellenfél javára rúgott öngólt értjük;
Helyszín: h = hazai pályán; v = vendégként; vörös színű vonallal jelezzük az őszi és a tavaszi szezon váltását;
Magyar Kupa: 3f = 3. forduló; 4f = 4. forduló; 8d = nyolcaddöntő; 4d = negyeddöntő; ed = elődöntő;
Európa Konferencia Liga: 2sk = 2. selejtezőkör (–1: 1. mérkőzés, –2: 2. mérkőzés);

#### Egy mérkőzésen kettő vagy több gólt szerző játékosok
A végeredmény a Kecskeméti TE szemszögéből értendő.
| Játékos            | Dátum         | Forduló                  | Ellenfél            | Végeredmény | A játékos góljainak száma |
| ------------------ | ------------- | ------------------------ | ------------------- | ----------- | ------------------------- |
| Horváth Krisztofer | 2023. 08. 26. | OTP Bank Liga, 5. ford.  | Puskás Akadémia (h) | 4–1         | Gól · Gól                 |
| Lukács Dániel      | 2024. 02. 04. | OTP Bank Liga, 18. ford. | Mezőkövesd (v)      | 3–0         | Gól · Gól                 |
| Horváth Krisztofer | 2024. 02. 08. | OTP Bank Liga, 19. ford. | Diósgyőr (h)        | 2–1         | Gól · Gól                 |
| Horváth Krisztofer | 2024. 03. 09. | OTP Bank Liga, 24. ford. | Kisvárda (h)        | 3–1         | gól · Gól                 |
| Pálinkás Gergő     | 2024. 05. 10. | OTP Bank Liga, 32. ford. | Újpest (v)          | 3–0         | Gól · Gól                 |

Jelmagyarázat: Helyszín: h = hazai pályán; v = vendégként; : büntetőgól

### Sárga/piros lapok és eltiltások a szezonban
Csak azokat a játékosokat tüntettük fel a táblázatban, akik a szezon során legalább egy figyelmeztetést kaptak bármelyik kiírásban.
A játékosok vezetéknevének abc-sorrendje szerint.
A játékos neve alatti   sötétszürke szín   azon játékosnál látható, aki már nem tagja a keretnek és nála a statisztika az utolsó pályára lépése idején mutatott állapotot mutatja.
Egy-egy mérkőzés részletei a forduló sorszámára kattintva nézhető meg.
A felkészülési mérkőzéseket nem vettük figyelembe.
| Játékos                                        | Összeskiírásban                                | Összeskiírásban                                | Összeskiírásban                                | Összeskiírásban                                | Összeskiírásban                                | OTP Bank Liga                                  | OTP Bank Liga                                  | OTP Bank Liga                                  | OTP Bank Liga                                  | OTP Bank Liga                                  | OTP Bank Liga | OTP Bank Liga | OTP Bank Liga | OTP Bank Liga | OTP Bank Liga | OTP Bank Liga | OTP Bank Liga | OTP Bank Liga | OTP Bank Liga | OTP Bank Liga | OTP Bank Liga | OTP Bank Liga | OTP Bank Liga | OTP Bank Liga | OTP Bank Liga | OTP Bank Liga | OTP Bank Liga | OTP Bank Liga | OTP Bank Liga | OTP Bank Liga | OTP Bank Liga | OTP Bank Liga | OTP Bank Liga | OTP Bank Liga | OTP Bank Liga | OTP Bank Liga | OTP Bank Liga | OTP Bank Liga | OTP Bank Liga | OTP Bank Liga | OTP Bank Liga | OTP Bank Liga | OTP Bank Liga | MOL Magyar Kupa  | MOL Magyar Kupa  | MOL Magyar Kupa  | MOL Magyar Kupa  | MOL Magyar Kupa  | MOL Magyar Kupa | MOL Magyar Kupa | MOL Magyar Kupa | MOL Magyar Kupa | Európa Konferencia Liga | Európa Konferencia Liga | Európa Konferencia Liga | Európa Konferencia Liga | Európa Konferencia Liga | Európa Konferencia Liga | Európa Konferencia Liga |
| Játékos                                        | Összeskiírásban                                | Összeskiírásban                                | Összeskiírásban                                | Összeskiírásban                                | Összeskiírásban                                | Figyelmeztetések                               | Figyelmeztetések                               | Figyelmeztetések                               | Figyelmeztetések                               | Figyelmeztetések                               | 1             | 2             | 3             | 4             | 5             | 6             | 7             | 8             | 9             | 10            | 11            | 12            | 13            | 14            | 15            | 16            | 17            | 18            | 19            | 20            | 21            | 22            | 23            | 24            | 25            | 26            | 27            | 28            | 29            | 30            | 31            | 32            | 33            | Figyelmeztetések | Figyelmeztetések | Figyelmeztetések | Figyelmeztetések | Figyelmeztetések | 3f              | 4f              | 8d              | 4d              | Figyelmeztetések        | Figyelmeztetések        | Figyelmeztetések        | Figyelmeztetések        | Figyelmeztetések        | 2sk-1                   | 2sk-2                   |
| Játékos                                        | Σ                                              |                                                |                                                |                                                | KM                                             | Σ                                              |                                                |                                                |                                                | KM                                             | v             | h             | h             | v             | h             | v             | h             | v             | h             | v             | h             | h             | v             | v             | h             | v             | h             | v             | h             | v             | h             | v             | v             | h             | h             | v             | h             | v             | h             | v             | h             | v             | h             | Σ                |                  |                  |                  | KM               | v               | v               | v               | v               | Σ                       |                         |                         |                         | KM                      | h                       | v                       |
| ---------------------------------------------- | ---------------------------------------------- | ---------------------------------------------- | ---------------------------------------------- | ---------------------------------------------- | ---------------------------------------------- | ---------------------------------------------- | ---------------------------------------------- | ---------------------------------------------- | ---------------------------------------------- | ---------------------------------------------- | ------------- | ------------- | ------------- | ------------- | ------------- | ------------- | ------------- | ------------- | ------------- | ------------- | ------------- | ------------- | ------------- | ------------- | ------------- | ------------- | ------------- | ------------- | ------------- | ------------- | ------------- | ------------- | ------------- | ------------- | ------------- | ------------- | ------------- | ------------- | ------------- | ------------- | ------------- | ------------- | ------------- | ---------------- | ---------------- | ---------------- | ---------------- | ---------------- | --------------- | --------------- | --------------- | --------------- | ----------------------- | ----------------------- | ----------------------- | ----------------------- | ----------------------- | ----------------------- | ----------------------- |
| Banó-Szabó                                     | 2                                              | 2                                              | 0                                              | 0                                              | 0                                              | 2                                              | 2                                              | 0                                              | 0                                              | 0                                              |               |               |               |               |               |               |               |               |               |               |               |               |               |               |               |               |               | Sárga lap     |               |               |               |               |               |               | Sárga lap     |               |               |               |               |               |               |               |               | 0                | 0                | 0                | 0                | 0                |                 |                 |                 |                 | 0                       | 0                       | 0                       | 0                       | 0                       |                         |                         |
| Belényesi                                      | 4                                              | 4                                              | 0                                              | 0                                              | 0                                              | 4                                              | 4                                              | 0                                              | 0                                              | 0                                              |               | Sárga lap     |               |               |               |               | Sárga lap     | Sárga lap     |               |               |               |               |               |               |               |               |               |               |               |               |               |               |               |               |               |               |               | Sárga lap     |               |               |               |               |               | 0                | 0                | 0                | 0                | 0                |                 |                 |                 |                 | 0                       | 0                       | 0                       | 0                       | 0                       |                         |                         |
| Derekas                                        | 2                                              | 2                                              | 0                                              | 0                                              | 0                                              | 2                                              | 2                                              | 0                                              | 0                                              | 0                                              | —             | —             | —             | —             | —             | —             | —             | —             | —             | —             | —             | —             | —             | —             | —             | —             | —             |               |               |               |               |               |               |               |               |               | Sárga lap     | Sárga lap     |               |               |               |               |               | 0                | 0                | 0                | 0                | 0                | —               | —               |                 |                 | 0                       | 0                       | 0                       | 0                       | 0                       | —                       | —                       |
| Helmich                                        | 2                                              | 2                                              | 0                                              | 0                                              | 0                                              | 2                                              | 2                                              | 0                                              | 0                                              | 0                                              | —             | —             | —             | —             | —             | —             | —             | —             | —             | —             | —             | —             | —             | —             | —             | —             | —             |               |               |               |               |               | Sárga lap     |               |               |               |               |               |               | Sárga lap     |               |               |               | 0                | 0                | 0                | 0                | 0                | —               | —               |                 |                 | 0                       | 0                       | 0                       | 0                       | 0                       | —                       | —                       |
| Horváth Kr.                                    | 11                                             | 11                                             | 0                                              | 0                                              | 1                                              | 9                                              | 9                                              | 0                                              | 0                                              | 1                                              |               |               | Sárga lap     |               |               |               |               |               |               |               |               |               | Sárga lap     |               | Sárga lap     | Sárga lap     |               |               |               | Sárga lap     | X             | Sárga lap     |               |               |               |               |               | Sárga lap     |               |               |               | Sárga lap     | Sárga lap     | 2                | 2                | 0                | 0                | 0                | Sárga lap       |                 |                 | Sárga lap       | 0                       | 0                       | 0                       | 0                       | 0                       |                         |                         |
| Iyinbor                                        | 2                                              | 2                                              | 0                                              | 0                                              | 0                                              | 1                                              | 1                                              | 0                                              | 0                                              | 0                                              |               |               |               |               |               |               |               |               |               |               |               | Sárga lap     |               |               |               |               |               |               |               |               |               |               |               |               |               |               |               |               |               |               |               |               |               | 0                | 0                | 0                | 0                | 0                |                 |                 |                 |                 | 1                       | 1                       | 0                       | 0                       | 0                       |                         | Sárga lap               |
| Katona L.                                      | 6                                              | 6                                              | 0                                              | 0                                              | 1                                              | 5                                              | 5                                              | 0                                              | 0                                              | 1                                              |               |               |               |               |               |               |               |               |               |               |               |               |               |               |               |               |               |               | Sárga lap     | Sárga lap     |               |               |               |               | Sárga lap     |               |               | Sárga lap     | Sárga lap     | X             |               |               |               | 1                | 1                | 0                | 0                | 0                |                 |                 | Sárga lap       |                 | 0                       | 0                       | 0                       | 0                       | 0                       |                         |                         |
| Kiss B.                                        | 2                                              | 2                                              | 0                                              | 0                                              | 0                                              | 1                                              | 1                                              | 0                                              | 0                                              | 0                                              | Sárga lap     |               |               |               |               |               |               |               |               |               |               |               |               |               |               |               |               | —             | —             | —             | —             | —             | —             | —             | —             | —             | —             | —             | —             | —             | —             | —             | —             | 0                | 0                | 0                | 0                | 0                |                 |                 | —               | —               | 1                       | 1                       | 0                       | 0                       | 0                       |                         | Sárga lap               |
| Leoni                                          | 5                                              | 5                                              | 0                                              | 0                                              | 1                                              | 5                                              | 5                                              | 0                                              | 0                                              | 1                                              |               |               | Sárga lap     |               |               | Sárga lap     |               |               |               |               | Sárga lap     |               | Sárga lap     |               |               |               | Sárga lap     | X             |               |               |               |               |               |               |               |               |               |               |               |               |               |               |               | 0                | 0                | 0                | 0                | 0                |                 |                 |                 |                 | 0                       | 0                       | 0                       | 0                       | 0                       |                         |                         |
| Lukács D.                                      | 3                                              | 3                                              | 0                                              | 0                                              | 0                                              | 3                                              | 3                                              | 0                                              | 0                                              | 0                                              | —             | —             | —             | —             | —             | —             | —             | —             | —             | —             | —             | —             | —             | —             | —             | —             | —             |               | Sárga lap     |               |               |               | Sárga lap     |               | Sárga lap     |               |               |               |               |               |               |               |               | 0                | 0                | 0                | 0                | 0                | —               | —               |                 |                 | 0                       | 0                       | 0                       | 0                       | 0                       | —                       | —                       |
| Májer                                          | 8                                              | 7                                              | 0                                              | 1                                              | 2                                              | 7                                              | 6                                              | 0                                              | 1                                              | 2                                              |               | Sárga lap     |               |               | Sárga lap     |               |               |               | Sárga lap     |               |               | Sárga lap     | Sárga lap     | X             |               |               |               |               |               |               |               |               |               |               | kiállítva     | X             |               |               |               | Sárga lap     |               |               |               | 0                | 0                | 0                | 0                | 0                |                 |                 |                 |                 | 1                       | 1                       | 0                       | 0                       | 0                       |                         | Sárga lap               |
| Nagy K.                                        | 2                                              | 2                                              | 0                                              | 0                                              | 0                                              | 2                                              | 2                                              | 0                                              | 0                                              | 0                                              |               | Sárga lap     | Sárga lap     |               |               |               |               |               |               |               |               |               |               |               |               |               |               |               |               |               |               |               |               |               |               |               |               |               |               |               |               |               |               | 0                | 0                | 0                | 0                | 0                |                 |                 |                 |                 | 0                       | 0                       | 0                       | 0                       | 0                       |                         |                         |
| Nagy O.                                        | 1                                              | 1                                              | 0                                              | 0                                              | 0                                              | 1                                              | 1                                              | 0                                              | 0                                              | 0                                              |               |               |               | Sárga lap     |               |               |               |               |               |               |               |               |               |               |               |               |               |               |               |               |               |               |               |               |               |               |               |               |               |               |               |               |               | 0                | 0                | 0                | 0                | 0                |                 |                 |                 |                 | 0                       | 0                       | 0                       | 0                       | 0                       |                         |                         |
| Pálinkás                                       | 4                                              | 4                                              | 0                                              | 0                                              | 0                                              | 2                                              | 2                                              | 0                                              | 0                                              | 0                                              |               |               |               |               |               |               |               |               |               |               |               |               |               |               |               |               |               |               |               |               |               |               |               |               |               |               |               | Sárga lap     |               |               |               |               | Sárga lap     | 2                | 2                | 0                | 0                | 0                |                 | Sárga lap       |                 | Sárga lap       | 0                       | 0                       | 0                       | 0                       | 0                       |                         |                         |
| Szabó A.                                       | 4                                              | 4                                              | 0                                              | 0                                              | 0                                              | 4                                              | 4                                              | 0                                              | 0                                              | 0                                              |               |               |               |               | Sárga lap     |               |               |               |               |               |               |               |               | Sárga lap     |               |               |               | Sárga lap     |               |               | Sárga lap     |               |               |               |               |               |               |               |               |               |               |               |               | 0                | 0                | 0                | 0                | 0                |                 |                 |                 |                 | 0                       | 0                       | 0                       | 0                       | 0                       |                         |                         |
| Szalai G.                                      | 6                                              | 6                                              | 0                                              | 0                                              | 0                                              | 4                                              | 4                                              | 0                                              | 0                                              | 0                                              |               |               | Sárga lap     |               |               |               |               | Sárga lap     |               |               |               | Sárga lap     |               | Sárga lap     |               |               |               | —             | —             | —             | —             | —             | —             | —             | —             | —             | —             | —             | —             | —             | —             | —             | —             | 0                | 0                | 0                | 0                | 0                |                 |                 | —               | —               | 2                       | 2                       | 0                       | 0                       | 0                       | Sárga lap               | Sárga lap               |
| Szendrei                                       | 1                                              | 1                                              | 0                                              | 0                                              | 0                                              | 1                                              | 1                                              | 0                                              | 0                                              | 0                                              |               |               |               |               |               |               |               |               |               |               |               |               |               |               |               |               |               |               |               |               |               |               |               |               |               | Sárga lap     |               |               |               |               |               |               |               | 0                | 0                | 0                | 0                | 0                |                 |                 |                 |                 | 0                       | 0                       | 0                       | 0                       | 0                       |                         |                         |
| Szuhodovszki                                   | 5                                              | 5                                              | 0                                              | 0                                              | 1                                              | 5                                              | 5                                              | 0                                              | 0                                              | 1                                              |               |               |               |               | Sárga lap     | Sárga lap     | Sárga lap     |               | Sárga lap     |               | Sárga lap     | X             |               |               |               |               |               | —             | —             | —             | —             | —             | —             | —             | —             | —             | —             | —             | —             | —             | —             | —             | —             | 0                | 0                | 0                | 0                | 0                |                 |                 | —               | —               | 0                       | 0                       | 0                       | 0                       | 0                       |                         |                         |
| Szűcs K.                                       | 5                                              | 5                                              | 0                                              | 0                                              | 1                                              | 5                                              | 5                                              | 0                                              | 0                                              | 1                                              |               |               |               |               |               |               |               |               |               |               |               |               | Sárga lap     | Sárga lap     |               |               |               |               |               | Sárga lap     |               |               |               |               | Sárga lap     |               |               |               |               | Sárga lap     | X             |               |               | 0                | 0                | 0                | 0                | 0                |                 |                 |                 |                 | 0                       | 0                       | 0                       | 0                       | 0                       |                         |                         |
| Tóth B.                                        | 6                                              | 6                                              | 0                                              | 0                                              | 1                                              | 5                                              | 5                                              | 0                                              | 0                                              | 1                                              | Sárga lap     | Sárga lap     |               |               | Sárga lap     |               |               |               | Sárga lap     |               | Sárga lap     | X             |               |               |               |               |               | —             | —             | —             | —             | —             | —             | —             | —             | —             | —             | —             | —             | —             | —             | —             | —             | 1                | 1                | 0                | 0                | 0                |                 | Sárga lap       | —               | —               | 0                       | 0                       | 0                       | 0                       | 0                       |                         |                         |
| Varga Be.                                      | 6                                              | 6                                              | 0                                              | 0                                              | 1                                              | 5                                              | 5                                              | 0                                              | 0                                              | 1                                              |               |               | Sárga lap     |               |               |               |               |               |               |               |               |               |               |               |               | Sárga lap     |               |               |               | Sárga lap     |               | Sárga lap     |               |               |               |               | Sárga lap     | X             |               |               |               |               |               | 0                | 0                | 0                | 0                | 0                |                 |                 |                 |                 | 1                       | 1                       | 0                       | 0                       | 0                       |                         | Sárga lap               |
| Vágó                                           | 13                                             | 13                                             | 0                                              | 0                                              | 2                                              | 11                                             | 11                                             | 0                                              | 0                                              | 2                                              | Sárga lap     |               |               |               |               |               | Sárga lap     |               |               |               |               | Sárga lap     | Sárga lap     |               |               | Sárga lap     | X             | Sárga lap     |               | Sárga lap     | Sárga lap     |               | Sárga lap     |               |               |               | Sárga lap     | X             |               |               | Sárga lap     |               |               | 2                | 2                | 0                | 0                | 0                |                 | Sárga lap       | Sárga lap       |                 | 0                       | 0                       | 0                       | 0                       | 0                       |                         |                         |
| Zeke                                           | 7                                              | 7                                              | 0                                              | 0                                              | 1                                              | 7                                              | 7                                              | 0                                              | 0                                              | 1                                              | Sárga lap     | —             | —             | —             | —             |               |               | Sárga lap     |               |               |               | Sárga lap     | X‡            |               | Sárga lap     |               |               |               |               |               | Sárga lap     | Sárga lap     |               | Sárga lap     |               |               |               |               |               |               |               |               |               | 0                | 0                | 0                | 0                | 0                |                 |                 |                 |                 | 0                       | 0                       | 0                       | 0                       | 0                       | —                       | —                       |
| Zsótér                                         | 3                                              | 3                                              | 0                                              | 0                                              | 0                                              | 2                                              | 2                                              | 0                                              | 0                                              | 0                                              |               |               |               |               |               |               |               |               |               |               |               |               |               | Sárga lap     |               |               |               |               |               |               |               |               |               | Sárga lap     |               |               |               |               |               |               |               |               |               | 1                | 1                | 0                | 0                | 0                |                 |                 | Sárga lap       |                 | 0                       | 0                       | 0                       | 0                       | 0                       |                         |                         |
| Összesen                                       | 110                                            | 109                                            | 0                                              | 1                                              | 12                                             | 95                                             | 94                                             | 0                                              | 1                                              | 12                                             | 4             | 4             | 5             | 1             | 4             | 2             | 3             | 3             | 3             | 0             | 3             | 5             | 5             | 4             | 2             | 3             | 1             | 3             | 2             | 5             | 3             | 3             | 3             | 2             | 5             | 1             | 3             | 5             | 1             | 3             | 1             | 1             | 2             | 9                | 9                | 0                | 0                | 0                | 1               | 3               | 3               | 2               | 6                       | 6                       | 0                       | 0                       | 0                       | 1                       | 5                       |
| OTP Bank Ligában – öszi–tavaszi szezon szerint | OTP Bank Ligában – öszi–tavaszi szezon szerint | OTP Bank Ligában – öszi–tavaszi szezon szerint | OTP Bank Ligában – öszi–tavaszi szezon szerint | OTP Bank Ligában – öszi–tavaszi szezon szerint | OTP Bank Ligában – öszi–tavaszi szezon szerint | OTP Bank Ligában – öszi–tavaszi szezon szerint | OTP Bank Ligában – öszi–tavaszi szezon szerint | OTP Bank Ligában – öszi–tavaszi szezon szerint | OTP Bank Ligában – öszi–tavaszi szezon szerint | OTP Bank Ligában – öszi–tavaszi szezon szerint | 52            | 52            | 52            | 52            | 52            | 52            | 52            | 52            | 52            | 52            | 52            | 52            | 52            | 52            | 52            | 52            | 52            | 43            | 43            | 43            | 43            | 43            | 43            | 43            | 43            | 43            | 43            | 43            | 43            | 43            | 43            | 43            | 43            |                  |                  |                  |                  |                  |                 |                 |                 |                 |                         |                         |                         |                         |                         |                         |                         |
| OTP Bank Ligában – körök szerint               | OTP Bank Ligában – körök szerint               | OTP Bank Ligában – körök szerint               | OTP Bank Ligában – körök szerint               | OTP Bank Ligában – körök szerint               | OTP Bank Ligában – körök szerint               | OTP Bank Ligában – körök szerint               | OTP Bank Ligában – körök szerint               | OTP Bank Ligában – körök szerint               | OTP Bank Ligában – körök szerint               | OTP Bank Ligában – körök szerint               | 32            | 32            | 32            | 32            | 32            | 32            | 32            | 32            | 32            | 32            | 32            | 36            | 36            | 36            | 36            | 36            | 36            | 36            | 36            | 36            | 36            | 36            | 27            | 27            | 27            | 27            | 27            | 27            | 27            | 27            | 27            | 27            | 27            |                  |                  |                  |                  |                  |                 |                 |                 |                 |                         |                         |                         |                         |                         |                         |                         |

Jelmagyarázat: Helyszín: h = hazai pályán; v = vendégként; vörös színű vonallal jelezzük az őszi és a tavaszi szezon váltását;
Magyar Kupa: 3f = 3. forduló; 4f = 4. forduló; 8d = nyolcaddöntő; 4d = negyeddöntő; ed = elődöntő;
Σ = összes sárga ill. piros lap;  = sárga lapos figyelmeztetés;  = egy mérkőzésen 2 sárga lap utáni azonnali kiállítás;  = piros lapos figyelmeztetés, azonnali kiállítás;
X = eltiltás miatt kihagyott mérkőzés; KM = eltiltás miatt kihagyott mérkőzések száma;
Az MLSZ Versenyszabályzatának értelmében bajnoki mérkőzéseken minden 5., míg kupamérkőzéseken minden 3. sárga lapos figyelmeztetést követő mérkőzésen a labdarúgó nem rendelkezik játékjogosultsággal, ezért nem léphet pályára (illetve, ha pályára lép, az jogosulatlan játéknak minősül).
h.m.: halasztott mérkőzés.
‡Zeke Márió azért volt eltiltva 3 sárga lapos figyelmeztetés után a 13. fordulóban, mivel a Kecskeméti FC-be igazolása előtt, a Fehérvár FC csapatával már szerzett 2 sárga lapos figyelmeztetést.

### Nézőszámok
A felkészülési mérkőzéseket nem vettük figyelembe.
Egy-egy mérkőzést részletesen is megnézhet, ha a Kiírás, forduló oszlopban található, az adott mérkőzést jelző leírásra kattint.
      OTP Bank Liga
      MOL Magyar Kupa
      Bajnokok ligája
      Konferencia Liga

#### Hazai mérkőzések
Az alábbi táblázatban a Kecskeméti TE aktuális szezonjának hazai mérkőzéseinek nézőszámai szerepelnek.
A legmagasabb nézőszámot (minden kiírást tekintve)   arany szín   jelöli.
A Széktói Stadion teljes kapacitása: 6.300 néző.
| Időpont       | Kiírás, forduló                          | Ellenfél                           | Nézőszám  | Helyszín         | Összes férőhely % |
| 2023.07.27.   | Európa Konferencia Liga, 2. selejtezőkör | Riga FC                            | 04.211 fő | Széktói Stadion  | 66,8%             |
| 2023.08.07.   | OTP Bank Liga, 2. forduló                | Kisvárda                           | 02.523 fő | Sóstói Stadion   | 40,0%             |
| 2023.08.13.   | OTP Bank Liga, 3. forduló                | Fehérvár                           | 03.487 fő | Sóstói Stadion   | 55,3%             |
| 2023.08.26.   | OTP Bank Liga, 5. forduló                | Puskás Akadémia                    | 02.786 fő | Sóstói Stadion   | 44,2%             |
| 2023.09.22.   | OTP Bank Liga, 7. forduló                | Mezőkövesd                         | 03.647 fő | Sóstói Stadion   | 57,9%             |
| 2023.10.07.   | OTP Bank Liga, 9. forduló                | Paks                               | 03.785 fő | Sóstói Stadion   | 60,1%             |
| 2023.10.28.   | OTP Bank Liga, 11. forduló               | Zalaegerszeg                       | 02.487 fő | Sóstói Stadion   | 39,5%             |
| 2023.11.05.   | OTP Bank Liga, 12. forduló               | Ferencváros                        | 04.957 fő | Sóstói Stadion   | 78,7%             |
| 2023.12.02.   | OTP Bank Liga, 15. forduló               | MTK Budapest                       | 01.824 fő | Sóstói Stadion   | 28,9%             |
| 2023.12.17.   | OTP Bank Liga, 17. forduló               | Debrecen                           | 02.231 fő | Sóstói Stadion   | 35,4%             |
| 2024.02.08.   | OTP Bank Liga, 19. forduló               | Diósgyőr                           | 02.127 fő | Sóstói Stadion   | 33,8%             |
| 2024.02.17.   | OTP Bank Liga, 21. forduló               | Újpest                             | 04.368 fő | Sóstói Stadion   | 69,3%             |
| 2024.03.09.   | OTP Bank Liga, 24. forduló               | Kisvárda                           | 02.635 fő | Sóstói Stadion   | 41,8%             |
| 2024.03.16.   | OTP Bank Liga, 25. forduló               | Fehérvár                           | 02.548 fő | Sóstói Stadion   | 40,4%             |
| 2024.04.07.   | OTP Bank Liga, 27. forduló               | Puskás Akadémia                    | 03.358 fő | Sóstói Stadion   | 53,3%             |
| 2024.04.21.   | OTP Bank Liga, 29. forduló               | Mezőkövesd                         | 02.083 fő | Sóstói Stadion   | 33,1%             |
| 2024.05.05.   | OTP Bank Liga, 31. forduló               | Paks                               | 02.579 fő | Sóstói Stadion   | 40,9%             |
| 2024.05.19.   | OTP Bank Liga, 33. forduló               | Zalaegerszeg                       | 02.461 fő | Sóstói Stadion   | 39,1%             |
| Minden kiírás | 18 mérkőzés                              | 18 mérkőzés                        | 54.097 fő | átlag: 03.005 fő | 47,7%             |
| Ebből         | 17 OTP Bank Liga mérkőzés                | 17 OTP Bank Liga mérkőzés          | 49.886 fő | átlag: 02.934 fő | 46,6%             |
| Ebből         | 0 MOL Magyar Kupa mérkőzés               | 0 MOL Magyar Kupa mérkőzés         | 00 fő     | átlag: 00 fő     | 00,0%             |
| Ebből         | 1 Európa Konferencia Liga mérkőzés       | 1 Európa Konferencia Liga mérkőzés | 04.211 fő | átlag: 04.211 fő | 66,8%             |

Nézőszám fordulónként, idővonalon ábrázolva:

#### Idegenbeli mérkőzések
Az alábbi táblázatban a Kecskeméti TE aktuális szezonjának idegenbeli mérkőzéseinek nézőszámai szerepelnek.
| Időpont       | Kiírás, forduló                          | Ellenfél                           | Nézőszám  | Stadion                   | Település        |
| 2023.08.03.   | Európa Konferencia Liga, 2. selejtezőkör | Riga FC                            | 05.533 fő | Skonto stadion            | Riga             |
| 2023.08.19.   | OTP Bank Liga, 4. forduló                | MTK Budapest                       | 02.319 fő | Hidegkuti Nándor Stadion  | Budapest         |
| 2023.09.03.   | OTP Bank Liga, 6. forduló                | Debrecen                           | 04.521 fő | Nagyerdei stadion         | Debrecen         |
| 2023.09.15.   | MOL Magyar Kupa, 3. forduló              | Soroksár                           | 0600 fő   | Szamosi Mihály Sporttelep | Soroksár         |
| 2023.09.27.   | OTP Bank Liga, 1. forduló                | Ferencváros                        | 07.299 fő | Groupama Aréna            | Budapest         |
| 2023.10.01.   | OTP Bank Liga, 8. forduló                | Diósgyőr                           | 07.292 fő | DVTK-stadion              | Miskolc          |
| 2023.10.21.   | OTP Bank Liga, 10. forduló               | Újpest                             | 05.732 fő | Szusza Ferenc Stadion     | Budapest         |
| 2023.11.01.   | MOL Magyar Kupa, 4. forduló              | Szeged-Csanád G. A.                | 03.183 fő | Szent Gellért Fórum       | Szeged           |
| 2023.11.12.   | OTP Bank Liga, 13. forduló               | Kisvárda                           | 02.141 fő | Várkerti Stadion          | Kisvárda         |
| 2023.11.26.   | OTP Bank Liga, 14. forduló               | Fehérvár                           | 01.752 fő | Sóstói Stadion            | Székesfehérvár   |
| 2023.12.08.   | OTP Bank Liga, 16. forduló               | Puskás Akadémia                    | 01.000 fő | Pancho Aréna              | Felcsút          |
| 2024.02.04.   | OTP Bank Liga, 18. forduló               | Mezőkövesd                         | 01.950 fő | Városi stadion            | Mezőkövesd       |
| 2024.02.11.   | OTP Bank Liga, 20. forduló               | Paks                               | 02.310 fő | Fehérvári úti stadion     | Paks             |
| 2024.02.24.   | OTP Bank Liga, 22. forduló               | Zalaegerszeg                       | 01.588 fő | ZTE Aréna                 | Zalaegerszeg     |
| 2024.02.28.   | MOL Magyar Kupa, nyolcaddöntő            | VSC 2015 Veszprém                  | 01.500 fő | Ajkai Városi Sportcentrum | Ajka             |
| 2024.03.03.   | OTP Bank Liga, 23. forduló               | Ferencváros                        | 11.117 fő | Groupama Aréna            | Budapest         |
| 2024.03.30.   | OTP Bank Liga, 26. forduló               | MTK Budapest                       | 02.228 fő | Hidegkuti Nándor Stadion  | Budapest         |
| 2024.04.04.   | MOL Magyar Kupa, negyeddöntő             | Nyíregyháza Spartacus FC           | 0800 fő   | Városi Sportpálya         | Balmazújváros    |
| 2024.04.13.   | OTP Bank Liga, 28. forduló               | Debrecen                           | 05.244 fő | Nagyerdei stadion         | Debrecen         |
| 2024.04.27.   | OTP Bank Liga, 30. forduló               | Diósgyőr                           | 05.412 fő | DVTK-stadion              | Miskolc          |
| 2024.05.10.   | OTP Bank Liga, 32. forduló               | Újpest                             | 05.255 fő | Szusza Ferenc Stadion     | Budapest         |
| Minden kiírás | 21 mérkőzés                              | 21 mérkőzés                        | 78.776 fő | átlag: 03.751 fő          | átlag: 03.751 fő |
| Ebből         | 16 OTP Bank Liga mérkőzés                | 16 OTP Bank Liga mérkőzés          | 67.160 fő | átlag: 04.198 fő          | átlag: 04.198 fő |
| Ebből         | 4 MOL Magyar Kupa mérkőzés               | 4 MOL Magyar Kupa mérkőzés         | 06.083 fő | átlag: 01.521 fő          | átlag: 01.521 fő |
| Ebből         | 1 Európa Konferencia Liga mérkőzés       | 1 Európa Konferencia Liga mérkőzés | 05.533 fő | átlag: 05.533 fő          | átlag: 05.533 fő |

## UEFA Európa Konferencia Liga
Győzelem
      Döntetlen
      Vereség

### 2. selejtezőkör

#### Első mérkőzés
| 2023. július 27., csütörtök 2. sk–1.                                              | Kecskemét                                               | 2 – 1               | Riga FC                                                                | Kecskemét                                                                             |  |
| 19:00                                                                             | Szuhodovszki (1–0) 52' Pálinkás (2–0) 85' Szalai G. 57' | (0 – 0) Jegyzőkönyv | 86' (2–1) Contreras 51' Taiwo 57' Černomordijs 59' Kožans 81' Mankenda | Stadion: Széktói Stadion Nézőszám: 4.211 Játékvezető: Irakli Kvirikashvili (georgiai) |  |
| Megjegyzés: https://www.transfermarkt.com/spielbericht/index/spielbericht/4133440 |                                                         |                     |                                                                        |                                                                                       |  |

#### Visszavágó
| 2023. augusztus 3., csütörtök 2. sk–2.                                            | Riga FC                                                                                    | 3 – 1 h.u.          | Kecskemét                                                                     | Riga (Lettország)                                                           |  |
| 19:00                                                                             | Muzinga (1–1) 62' Mankenda (2–1) 90+5' El Bachir Ngom (3–1) 120+2' Bosančić 67' Kožans 90' | (0 – 1) Jegyzőkönyv | 8' (0–1) Vágó 41' Kiss B. 53' Májer 66' Iyinbor 73' Varga B. 120+4' Szalai G. | Stadion: Skonto stadion Nézőszám: 5.533 Játékvezető: Iwan Griffith (walesi) |  |
| Megjegyzés: https://www.transfermarkt.com/spielbericht/index/spielbericht/4133441 |                                                                                            |                     |                                                                               |                                                                             |  |

Továbbjutott a Riga FC 4–3-s összesítéssel.

## OTP Bank Liga
Győzelem
      Döntetlen
      Vereség

### Mérkőzések

#### Őszi szezon
| 2023. augusztus 7., hétfő 2. | Kecskemét | 3 – 1               | Kisvárda                                     | Kecskemét                                                            |  |
| 20:00                        | Szuhodovszki (1–0) 35' Pálinkás (2–0) 39' Szalai (3–1) 90+3' Nagy K. 25' Tóth B. 48' Belényesi 50' Májer 82' | (2 – 1) Jegyzőkönyv | 45' (2–1) Szpaszics 35' Petković 35' Jovičić | Stadion: Széktói Stadion Nézőszám: 2.523 Játékvezető: Káprály Mihály |  |

| 2023. augusztus 13., vasárnap 3. | Kecskemét                                                                                           | 1 – 0               | Fehérvár              | Kecskemét                                                          |  |
| 21:00                            | Szalai G. (1–0) 35' Szalai G. 15' Szalai G. 67' Nagy K. 67' Varga B. 80' Leoni 90' Horváth K. 90+5' | (1 – 0) Jegyzőkönyv | 34' Zeke 88' Csongvai | Stadion: Széktói Stadion Nézőszám: 3.487 Játékvezető: Erdős József |  |

| 2023. augusztus 19., szombat 4. | MTK Budapest                     | 1 – 0               | Kecskemét   | Budapest                                                                   |  |
| 17:45                           | Hej (1–0) 84' Kata 15' Zsóri 47' | (0 – 0) Jegyzőkönyv | 69' Nagy O. | Stadion: Hidegkuti Nándor Stadion Nézőszám: 2.319 Játékvezető: Pillók Ádám |  |

| 2023. augusztus 26., szombat 5. | Kecskemét | 4 – 1               | Puskás Akadémia                               | Kecskemét                                                          |  |
| 15:30                           | Nagy K. (11-esből) (1–0) 31' Horváth Kr. (11-esből) (2–1) 54' Horváth Kr. (3–1) 57' Tóth B. (4–1) 67' Tóth B. 35' Szuhodovszki 46' Szabó A. 84' Májer 90+1' | (2 – 0) Jegyzőkönyv | 47' (1–1) (11-esből) Plšek 29' Plšek 62' Levi | Stadion: Széktói Stadion Nézőszám: 2.786 Játékvezető: Bognár Tamás |  |

| 2023. szeptember 3., vasárnap 6. | Debreceni VSC                                   | 2 – 0               | Kecskemét                  | Debrecen                                                             |  |
| 19:30                            | Loncsar (1–0) 62' Kusnyír (2–0) 66' Loncsar 71' | (0 - 0) Jegyzőkönyv | 10' Leoni 83' Szuhodovszki | Stadion: Nagyerdei stadion Nézőszám: 4.521 Játékvezető: Pintér Csaba |  |

| 2023. szeptember 22., péntek 7. | Kecskemét                               | 0 – 2               | Mezőkövesd                                       | Kecskemét                                                              |  |
| 20:00                           | Szuhodovszki 38' Belényesi 48' Vágó 62' | (0 – 0) Jegyzőkönyv | 64' (0–1) Drazsics 78' (0–2) Drazsics 31' Kállai | Stadion: Széktói Stadion Nézőszám: 3.647 Játékvezető: Dr. Csonka Bence |  |

| 2023. szeptember 27., szerda 1. | Ferencváros         | 1 – 0               | Kecskemét                              | Budapest                                                           |  |
| 20:00                           | Sigér 72' Abena 83' | (0 – 0) Jegyzőkönyv | 28' Kiss 49' Zeke 71' Tóth B. 89' Vágó | Stadion: Groupama Aréna Nézőszám: 7.299 Játékvezető: Karakó Ferenc |  |

| 2023. október 1., vasárnap 8. | Diósgyőr                                                             | 3 – 1               | Kecskemét                                             | Miskolc                                                                    |  |
| 17:30                         | Požeg Vancaš (11-esből) (1–0) 10' Gera D. (2–0) 18' Jurina (3–0) 70' | (2 – 0) Jegyzőkönyv | 86' (3–1) Horváth K. 8' Zeke 37' Belényesi 51' Szalai | Stadion: DVTK-stadion Nézőszám: 7.292 Játékvezető: Káprály Mihály (magyar) |  |

| 2023. október 7., szombat 9. | Kecskemét                                                   | 1 – 1               | Paks                                                             | Kecskemét                                                          |  |
| 20:30                        | Pálinkás (1–1) 75' Tóth B. 24' Szuhodovszki 56' Májer 90+2' | (0 – 0) Jegyzőkönyv | 69' (0–1) Osváth 24' Szappanos 41' Osváth 67' Papp K. 90+5' Hahn | Stadion: Széktói Stadion Nézőszám: 3.785 Játékvezető: Berke Balázs |  |

| 2023. október 21., szombat 10. | Újpest | 5 – 3               | Kecskemét                                                 | Budapest                                                                 |  |
| 17:00                          | Csoboth (1–0) 5' Tamás K. (2–0) 32' Tajti (3–0) 48' Onovo (4–0) 51' Csoboth (5–0) 52' Onovo 52' Varga Gy. 85' | (2 – 0) Jegyzőkönyv | 57' (5–1) Szalai G. 60' (5–2) Szuhodovszki 85' (5–3) Vágó | Stadion: Szusza Ferenc Stadion Nézőszám: 5.732 Játékvezető: Bognár Tamás |  |

| 2023. október 28., szombat 11. | Kecskemét                                                                                                  | 3 – 1               | Zalaegerszeg                                         | Kecskemét                                                         |  |
| 12:30                          | Tóth B. (1–0) 35' Szabó A. (2–0) 49' Zeke (3–0) 73' Kodro (4–0) 83' Szuhodovszki 17' Tóth B. 27' Leoni 57' | (2 – 0) Jegyzőkönyv | 82' (3–1) Mance 9' Csóka 47' Szafronov 87' Huszti A. | Stadion: Széktói Stadion Nézőszám: 2.487 Játékvezető: Rúsz Márton |  |

| 2023. november 5., vasárnap 12. | Kecskemét                                                                                               | 2 – 1               | Ferencváros                                                      | Kecskemét                                                          |  |
| 14:45                           | Pálinkás (1–0) 18' Horváth K. (11-esből) (2–0) 33' Vágó 27' Iyinbor 52' Szalai 56' Zeke 70' Májer 90+8' | (2 – 0) Jegyzőkönyv | 69' (2–1) (11-esből) Lisztes 23' Esiti 56' Makreckis 71' Lisztes | Stadion: Széktói Stadion Nézőszám: 4.957 Játékvezető: Pintér Csaba |  |

| 2023. november 12., vasárnap 13. | Kisvárda                      | 1 – 2               | Kecskemét                                                                                            | Kisvárda                                                            |  |
| 13:30                            | Ilievski (1–0) 8' Nikolov 49' | (1 – 1) Jegyzőkönyv | 48' (1–1) Horváth K. 67' (1–2) Vágó L. 23' Leoni 49' Horváth K. 77' Vágó L. 88' Májer 90+1' Szűcs K. | Stadion: Várkerti Stadion Nézőszám: 2.141 Játékvezető: Berke Balázs |  |

| 2023. november 26., vasárnap 14. | Fehérvár                                                      | 3 – 3               | Kecskemét | Székesfehérvár                                                        |  |
| 19:30                            | Katona M. (1–1) 11' Katona M. (2–1) 61' Katona M. (3–3) 90+1' | (1 – 1) Jegyzőkönyv | 9' (0–1) Szalai G. 77' (2–2) Nagy O. 80' (2–3) Szendrei 34' Szalai G. 65' Zsótér 72' Szűcs K. 90+4' Szabó A. | Stadion: Sóstói Stadion Nézőszám: 1.752 Játékvezető: Dr. Csonka Bence |  |

| 2023. december 2., szombat 15. | Kecskemét                                               | 1 – 2               | MTK Budapest | Kecskemét                                                         |  |
| 13:00                          | Horváth K. (11-esből) (1–1) 46' Zeke 17' Horváth K. 32' | (1 – 1) Jegyzőkönyv | 13' (0–1) (11-esből) Colley 61' (1–2) (11-esből) Antonov 22' Thiam 29' Végh 32' Bognár I. 64' Varju 78' Hej 90' Németh K. | Stadion: Széktói Stadion Nézőszám: 1.824 Játékvezető: Rúsz Márton |  |

| 2023. december 8., péntek 16. | Puskás Akadémia                                                                | 3 – 0               | Kecskemét                            | Felcsút                                                          |  |
| 20:00                         | Colley (1–0) 22' Nagy Zs. (2–0) 69' Nagy Zs. (3–0) 89' Favorov 18' Soisalo 73' | (1 – 0) Jegyzőkönyv | 27' Horváth K. 54' Vágó 89' Varga B. | Stadion: Pancho Aréna Nézőszám: 1.000 Játékvezető: Karakó Ferenc |  |

| 2023. december 17., vasárnap 17. | Kecskemét                      | 1 – 1               | Debreceni VSC                                  | Kecskemét                                                               |  |
| 13:30                            | Banó-Szabó (1–1) 80' Leoni 74' | (0 – 1) Jegyzőkönyv | 45+1' (0–1) Szécsi M. 74' Mojžiš 74' Szécsi M. | Stadion: Széktói Stadion Nézőszám: 2.231 Játékvezető: Zierkelbach Péter |  |

#### Tavaszi szezon
| 2024. február 4., vasárnap 18. | Mezőkövesd  | 0 – 3               | Kecskemét | Mezőkövesd                                                        |  |
| 15:00 | - Cseke 35' | (0 – 3) Jegyzőkönyv | - 11' (0–1) Lukács D. - 13' (0–2) Lukács D. - 31' (0–3) Szabó A. - 9' Szabó A. - 55' Banó-Szabó - 83' Vágó L. | Stadion: Városi stadion Nézőszám: 1.950 Játékvezető: Bognár Tamás |  |
| Megjegyzés: Kecskemét: Varga Be. — Májer (Nagy O. 80'), Szabó A. (Szűcs K. szünetben), Belényesi, Katona L., Zeke — Vágó L. , Zsótér, Banó-Szabó (Meszhi 67') Horváth Kr. (Szendrei Á. 67') — Lukács D. (Pálinkás 67') • Vezetőedző: Szabó István |             |                     | |                                                                   |  |

| 2024. február 8., csütörtök 19. | Kecskemét                                                                       | 2 – 1               | Diósgyőr                                | Kecskemét                                                              |  |
| 20:00 | - Horváth Kr. (1–0) 17' - Horváth Kr. (2–1) 71' - 58' Lukács D. - 82' Katona L. | (1 – 0) Jegyzőkönyv | - 59' (1–1) Požeg Vancaš - 83' Popadiuc | Stadion: Széktói Stadion Nézőszám: 2.127 Játékvezető: Dr. Csonka Bence |  |
| Megjegyzés: Kecskemét: Varga Be. — Májer (Szűcs K. szünetben), Szabó A., Belényesi, Katona L., Zeke (Leoni 67') — Vágó L. , Zsótér (Derekas 85') — Banó-Szabó (Meszhi 67'), Horváth Kr. – Lukács D. (Pálinkás 67') • Vezetőedző: Szabó István |                                                                                 |                     |                                         |                                                                        |  |

| 2024. február 11., vasárnap 20. | Paks                                                | 1 – 0               | Kecskemét                                                                        | Paks                                                                    |  |
| 12:30 | - Windecker (1–0) 64' - Windecker 40' - Szélpál 44' | (0 – 0) Jegyzőkönyv | - 20' Szűcs K. - 34' Katona L. - 40' Vágó L. - 48' Horváth Kr. - 90+5' Varga Be. | Stadion: Fehérvári úti stadion Nézőszám: 2.310 Játékvezető: Rúsz Márton |  |
| Megjegyzés: Kecskemét: Varga Be. — Iyinbor, Belényesi, Katona L. (Szabó A. szünetben) — Szűcs K. (Májer szünetben), Vágó L. , Meszhi (Banó-Szabó 63'), Leoni (Pálinkás 77') — Horváth Kr., Zsótér, Szendrei Á. (Lukács D. 63') • Vezetőedző: Szabó István |                                                     |                     |                                                                                  |                                                                         |  |

| 2024. február 17., szombat 21. | Kecskemét                                                    | 1 – 0               | Újpest                                                      | Kecskemét                                                           |  |
| 13:00 | - Lukács D. (1–0) 3' - Szabó A. 41' - Vágó L. 65' - Zeke 82' | (1 – 0) Jegyzőkönyv | - 16' Mörschel - 35' Pauljevics - 78' Banai - 90+3' Ljujics | Stadion: Széktói Stadion Nézőszám: 4.368 Játékvezető: Karakó Ferenc |  |
| Megjegyzés: Kecskemét: Varga Be. — Szűcs K., Szabó A., Belényesi, Katona L., Zeke – Vágó L. , Helmich (Derekas 64') — Májer (Iyinbor 88'), Banó-Szabó (Pálinkás 70') — Lukács D. • Vezetőedző: Szabó István |                                                              |                     |                                                             |                                                                     |  |

| 2024. február 24., szombat 22. | Zalaegerszeg                                                                  | 3 – 1               | Kecskemét                                                     | Zalaegerszeg                                                 |  |
| 12:30 | - Kiss B. (1–0) 10' - Croizet (2–0) 41' - Gruber (3–1) 81' - Szankovics 90+1' | (2 – 0) Jegyzőkönyv | - 60' (2–1) Zeke - 20' Zeke - 35' Varga Be. - 84' Horváth Kr. | Stadion: ZTE Aréna Nézőszám: 1.588 Játékvezető: Csonka Bence |  |
| Megjegyzés: Kecskemét: Varga Be. — Szűcs K. (Májer szünetben), Szabó A. (Iyinbor szünetben), Belényesi, Katona L., Zeke – Vágó L. , Zsótér (Helmich 57'), Banó-Szabó (Kovács K. 83'), Horváth Kr. – Lukács D. (Szendrei Á. szünetben) • Vezetőedző: Szabó István |                                                                               |                     |                                                               |                                                              |  |

| 2024. március 3., vasárnap 23. | Ferencváros                                                   | 2 – 0               | Kecskemét                                  | Budapest                                                                |  |
| 16:30 | - Maïga (1–0) 45+3' - Zachariassen (2–0) 68' - Ben Romdán 27' | (1 – 0) Jegyzőkönyv | - 7' Helmich - 20' Lukács D. - 49' Vágó L. | Stadion: Groupama Aréna Nézőszám: 11.117 Játékvezető: Andó-Szabó Sándor |  |
| Megjegyzés: Kecskemét: Varga Be. — Szabó A. (Nagy O. 71'), Belényesi, Katona L. — Szűcs K., Vágó L. (Meszhi 87'), Helmich (Banó-Szabó 18'), Zeke — Zsótér (Májer 87'), Horváth Kr., Lukács D. (Szendrei Á. 87') • Vezetőedző: Szabó István |                                                               |                     |                                            |                                                                         |  |

| 2024. március 9., szombat 24. | Kecskemét                                                                                                | 3 – 1               | Kisvárda                                      | Kecskemét                                                            |  |
| 15:15 | - Horváth Kr. (11-esből) (1–0) 8' - Horváth Kr. (2–1) 24' - Banó-Szabó (3–1) 62' - Zsótér 14' - Zeke 67' | (2 – 1) Jegyzőkönyv | - 13' (1–1) Szpaszics - 51' Camaj - 75' Lucas | Stadion: Széktói Stadion Nézőszám: 2.635 Játékvezető: Káprály Mihály |  |
| Megjegyzés: Kecskemét: Varga Be. — Májer (Szűcs K. szünetben), Iyinbor, Belényesi, Katona L., Zeke (Leoni 89') — Vágó L. (Meszhi 81'), Zsótér — Banó-Szabó (Helmich 72') — Horváth Kr., Lukács D. (Pálinkás 81') • Vezetőedző: Szabó István | |                     |                                               |                                                                      |  |

| 2024. március 16., szombat 25. | Kecskemét                                                                          | 0 – 1               | Fehérvár                                          | Kecskemét                                                        |  |
| 17:45 | - Katona L. 19' - Lukács D. 78' - Banó-Szabó 82' - Szűcs K. 90+4' - Májer M. 90+9′ | (0 – 1) Jegyzőkönyv | - 33' (0–1) Christensen - 3' Csongvai - 45' Schön | Stadion: Széktói Stadion Nézőszám: 2.548 Játékvezető: Vad István |  |
| Megjegyzés: Kecskemét: Varga Be. — Szűcs K., Szabó A. (Pálinkás 70'), Belényesi, Katona L. (Májer 90+1'), Zeke — Vágó L. , Zsótér (Helmich szünetben), Banó-Szabó — Horváth Kr., Szendrei Á. (Lukács D. szünetben) • Vezetőedző: Szabó István |                                                                                    |                     |                                                   |                                                                  |  |

| 2024. március 30., szombat 26. | MTK Budapest                                          | 2 – 2               | Kecskemét                                                     | Budapest                                                                      |  |
| 17:00 | - Hej (1–1) 41' - Molnár R. (2–1) 50' - Molnár R. 70' | (1 – 1) Jegyzőkönyv | - 35' (0–1) Szendrei Á. - 87' (2–2) Helmich - 36' Szendrei Á. | Stadion: Hidegkuti Nándor Stadion Nézőszám: 2.228 Játékvezető: Káprály Mihály |  |
| Megjegyzés: Kecskemét: Varga Be. — Szűcs K., Szabó A. (Nagy O. 85'), Belényesi, Katona L., Zeke — Vágó L. , Meszhi (Helmich 61'), Zsótér (Derekas 69') — Szendrei Á. (Pálinkás 61'), Horváth Kr. (Kovács K. 69') • Vezetőedző: Szabó István |                                                       |                     |                                                               |                                                                               |  |

| 2024. április 7., vasárnap 27. | Kecskemét                                                        | 1 – 2               | Puskás Akadémia                                                                 | Kecskemét                                                          |  |
| 17:30 | - Pálinkás (1–0) 30' - Derekas 12' - Varga Be. 52' - Vágó L. 60' | (1 – 0) Jegyzőkönyv | - 74' (1–1) Golla - 86' (1–2) Nagy Zs. - 79' Batik - 90' Plšek - 90+1' Nagy Zs. | Stadion: Széktói Stadion Nézőszám: 3.358 Játékvezető: Bognár Tamás |  |
| Megjegyzés: Kecskemét: Varga Be. — Szabó A. (Szendrei Á. 88'), Belényesi, Katona L. — Nagy O. (Lukács D. 78'), Vágó L. , Derekas (Zsótér 65'), Leoni (Zeke 88') — Helmich (Meszhi 88'), Horváth Kr. — Pálinkás • Vezetőedző: Szabó István |                                                                  |                     |                                                                                 |                                                                    |  |

| 2024. április 13., szombat 28. | Debreceni VSC                                                                   | 1 – 0               | Kecskemét                                                                      | Debrecen                                                              |  |
| 17:00 | - Dzsudzsák (11-esből) (1–0) 69' - Ojediran 53' - Szécsi M. 83' - Kocsis D. 89' | (0 – 0) Jegyzőkönyv | - 13' Horváth Kr. - 48' Pálinkás - 62' Katona L. - 68' Belényesi - 79' Derekas | Stadion: Nagyerdei stadion Nézőszám: 5.244 Játékvezető: Karakó Ferenc |  |
| Megjegyzés: Kecskemét: Kersák — Nagy O. (Szabó A. szünetben), Szűcs K., Belényesi , Katona L., Zeke (Leoni 82') — Meszhi (Derekas 70'), Zsótér (Nikitscher 70') — Horváth Kr., Lukács D., Pálinkás (Banó-Szabó 59') • Vezetőedző: Szabó István |                                                                                 |                     |                                                                                |                                                                       |  |

| 2024. április 21., vasárnap 29. | Kecskemét                                                          | 2 – 1               | Mezőkövesd                           | Kecskemét                                                               |  |
| 14:05 | - Helmich (1–1) 40' - Beriasvili (öngól) (2–1) 65' - Katona L. 24' | (1 – 1) Jegyzőkönyv | - 32' (0–1) Szalai J. - 87' Vajda S. | Stadion: Széktói Stadion Nézőszám: 2.083 Játékvezető: Zierkelbach Péter |  |
| Megjegyzés: Kecskemét: Varga Be. — Szűcs K., Szabó A. (Májer 62'), Belényesi, Katona L., Leoni (Zeke szünetben) — Vágó L. , Helmich (Nikitscher 60'), Banó-Szabó (Meszhi 89') — Pálinkás, Lukács D. (Horváth Kr. 60') • Vezetőedző: Szabó István |                                                                    |                     |                                      |                                                                         |  |

| 2024. április 27., szombat 30. | Diósgyőr                           | 0 – 0       | Kecskemét                                | Miskolc                                                          |  |
| 17:00 | - Stephen 49' - Požeg Vancaš 90+2' | Jegyzőkönyv | - 40' Helmich - 70' Szűcs K. - 80' Májer | Stadion: DVTK-stadion Nézőszám: 5.412 Játékvezető: Karakó Ferenc |  |
| Megjegyzés: Kecskemét: Varga Be. — Májer (Iynbor 85'), Szűcs K., Szabó A., Belényesi, Zeke — Helmich (Nikitscher szünetben), Vágó L. , Banó-Szabó (Zsótér 67') — Horváth Kr., Lukács D. (Pálinkás 71') • Vezetőedző: Szabó István |                                    |             |                                          |                                                                  |  |

| 2024. május 5., vasárnap 31. | Kecskemét     | 0 – 0       | Paks                     | Kecskemét                                                         |  |
| 16:00 | - Vágó L. 49' | Jegyzőkönyv | - 6′ Haraszti - 33' Hahn | Stadion: Széktói Stadion Nézőszám: 2.579 Játékvezető: Rúsz Márton |  |
| Megjegyzés: Kecskemét: Varga Be. — Májer (Nagy O. 60'), Szabó A., Belényesi, Iynbor, Zeke — Vágó L. (Zsótér 60'), Helmich (Nikitscher szünetben), Banó-Szabó (Szendrei Á. 87') — Lukács D. (Pálinkás szünetben), Horváth Kr. • Vezetőedző: Szabó István |               |             |                          |                                                                   |  |

| 2024. május 10., péntek 32. | Újpest      | 0 – 3               | Kecskemét                                                                           | Budapest                                                               |  |
| 20:15 | - Keita 53' | (0 – 1) Jegyzőkönyv | - 27' (0–1) Pálinkás - 59' (0–2) Horváth Kr. - 64' (0–3) Pálinkás - 86' Horváth Kr. | Stadion: Szusza Ferenc Stadion Nézőszám: 5.255 Játékvezető: Vad István |  |
| Megjegyzés: Kecskemét: Varga Be. — Szűcs K., Belényesi , Katona L. — Májer (Nagy O. 83'), Nikitscher, Helmich (Vágó L. 76'), Leoni (Zeke 76') — Banó-Szabó (Zsótér 67'), Pálinkás (Lukács D. 83'), Horváth Kr. • Vezetőedző: Szabó István |             |                     |                                                                                     |                                                                        |  |

| 2024. május 19., vasárnap 33. | Kecskemét                                                                    | 2 – 1               | Zalaegerszeg                                        | Kecskemét                                                          |  |
| 17:15 | - Nikitscher (1–1) 64' - Pálinkás (2–1) 88' - Horváth Kr. 61' - Pálinkás 64' | (0 – 1) Jegyzőkönyv | - 22' (0–1) Sajbán - 53' Szendrei N. - 64' Evangélu | Stadion: Széktói Stadion Nézőszám: 2.461 Játékvezető: Pintér Csaba |  |
| Megjegyzés: Kecskemét: Kersák — Szűcs K., Szabó A. (Lukács D. 73'), Belényesi – Májer (Katona L. szünetben), Helmich (Zsótér szünetben), Nikitscher (Szendrei Á. 87'), Banó-Szabó (Vágó L. 76'), Zeke – Pálinkás, Horváth Kr. • Vezetőedző: Szabó István |                                                                              |                     |                                                     |                                                                    |  |

### A bajnokság végeredménye
| Hely. | Csapat                 | M  | Gy | D  | V  | G+ | G– | Gk  | P  | Továbbjutás vagy kiesés                |
| ----- | ---------------------- | -- | -- | -- | -- | -- | -- | --- | -- | -------------------------------------- |
| 1.    | Ferencvárosi TC CV B   | 33 | 23 | 5  | 5  | 80 | 30 | +50 | 74 | UEFA Bajnokok Ligája, 1. selejtezőkör  |
| 2.    | Paks KGY               | 33 | 17 | 7  | 9  | 51 | 42 | +9  | 58 | Európa-liga, 1. selejtezőkör           |
| 3.    | Puskás Akadémia        | 33 | 15 | 10 | 8  | 60 | 35 | +25 | 55 | UEFA Konferencia Liga, 2. selejtezőkör |
| 4.    | Fehérvár               | 33 | 16 | 6  | 11 | 55 | 40 | +15 | 54 | UEFA Konferencia Liga, 2. selejtezőkör |
| 5.    | Debreceni VSC          | 33 | 14 | 6  | 13 | 49 | 48 | +1  | 48 |                                        |
| 6.    | Kecskeméti TE          | 33 | 13 | 6  | 14 | 45 | 45 | 0   | 45 |                                        |
| 7.    | Diósgyőri VTK Ú        | 33 | 12 | 9  | 12 | 50 | 56 | −6  | 45 |                                        |
| 8.    | MTK Budapest Ú         | 33 | 12 | 8  | 13 | 43 | 62 | −19 | 44 |                                        |
| 9.    | Zalaegerszegi TE       | 33 | 12 | 7  | 14 | 54 | 60 | −6  | 43 |                                        |
| 10.   | Újpest                 | 33 | 11 | 4  | 18 | 45 | 67 | −22 | 37 |                                        |
| 11.   | Kisvárda Master Good K | 33 | 9  | 4  | 20 | 40 | 55 | −15 | 31 | NB II                                  |
| 12.   | Mezőkövesd Zsóry K     | 33 | 5  | 6  | 22 | 31 | 63 | −32 | 21 | NB II                                  |

### Helyezések és pontszámok fordulónként
GY   győzelem;   D   döntetlen;   V   vereség;   H   halasztott mérkőzés; 
| Forduló  | 1   | 2  | 3  | 4  | 5  | 6  | 7  | 8  | 9  | 10 | 11 | 12 | 13 | 14 | 15 | 16 | 17 | 18 | 19 | 20 | 21 | 22 | 23 | 24 | 25 | 26 | 27 | 28 | 29 | 30 | 31 | 32 | 33 |
| Helyszín | v   | h  | h  | v  | h  | v  | h  | v  | h  | v  | h  | h  | v  | v  | h  | v  | h  | v  | h  | v  | h  | v  | v  | h  | h  | v  | h  | v  | h  | v  | h  | v  | h  |
| -------- | --- | -- | -- | -- | -- | -- | -- | -- | -- | -- | -- | -- | -- | -- | -- | -- | -- | -- | -- | -- | -- | -- | -- | -- | -- | -- | -- | -- | -- | -- | -- | -- | -- |
| Eredmény | V   | GY | GY | V  | GY | V  | V  | V  | D  | V  | GY | GY | GY | D  | V  | V  | D  | GY | GY | V  | GY | V  | V  | GY | V  | D  | V  | V  | GY | D  | D  | GY | GY |
| Helyezés | 10. | 6. | 3. | 6. | 3. | 8. | 8. | 8. | 9. | 9. | 9. | 8. | 8. | 6. | 7. | 9. | 8. | 8. | 7. | 7. | 5. | 7. | 7. | 5. | 8. | 8. | 9. | 9. | 8. | 9. | 9. | 9. | 6. |
| Pontszám | 0   | 3  | 3  | 0  | 3  | 0  | 0  | 0  | 1  | 0  | 3  | 3  | 3  | 1  | 0  | 0  | 1  | 3  | 3  | 0  | 3  | 0  | 0  | 3  | 0  | 1  | 0  | 0  | 3  | 1  | 1  | 3  | 3  |
| Szumma   | 0   | 3  | 6  | 6  | 9  | 9  | 9  | 9  | 10 | 10 | 13 | 16 | 19 | 20 | 20 | 20 | 21 | 24 | 27 | 27 | 30 | 30 | 30 | 33 | 33 | 34 | 34 | 34 | 37 | 38 | 39 | 42 | 45 |

Helyszín: h = hazai pályán; v = vendégként.
vörös színű vonallal jelezzük az őszi és a tavaszi szezon váltását;:
A csapat helyezései fordulónként, idővonalon ábrázolva.

### Szerzett bajnoki pontok ellenfelenként
Az első osztályú bajnokságban lejátszott mérkőzések és a megszerzett pontok a Kecskeméti TE szemszögéből, 
ellenfelenként bontva, a csapatok nevének abc-sorrendjében.
Az eredmények után zárójelben a bajnoki forduló sorszámát tüntettük fel.
      Győzelem
      Döntetlen
      Vereség
| Ellenfél        | Idei szezon (2023–2024) | Idei szezon (2023–2024) | Idei szezon (2023–2024) | Idei szezon (2023–2024) | Idei szezon (2023–2024) |
| Ellenfél        | Első és második kör     | Első és második kör     | Harmadik kör            | Harmadik kör            | Pont                    |
| Ellenfél        | h                       | v                       | h                       | v                       | Pont                    |
| --------------- | ----------------------- | ----------------------- | ----------------------- | ----------------------- | ----------------------- |
| Debrecen        | 1–1 (17.)               | 0–2 (6.)                | —                       | 0–1 (28.)               | 1                       |
| Diósgyőr        | 2–1 (19.)               | 1–3 (8.)                | —                       | 0–0 (30.)               | 4                       |
| Fehérvár        | 1–0 (3.)                | 3–3 (14.)               | 0–1 (25.)               | —                       | 4                       |
| Ferencváros     | 2–1 (12.)               | 0–1 (1.)                | —                       | 0–2 (23.)               | 3                       |
| Kisvárda        | 3–1 (2.)                | 2–1 (13.)               | 3–1 (24.)               | —                       | 9                       |
| Mezőkövesd      | 0–2 (7.)                | 3–0 (18.)               | 2–1 (29.)               | —                       | 6                       |
| MTK Budapest    | 1–2 (15.)               | 0–1 (4.)                | —                       | 2–2 (26.)               | 1                       |
| Paks            | 1–1 (9.)                | 0–1 (20.)               | 0–0 (31.)               | —                       | 2                       |
| Puskás Akadémia | 4–1 (5.)                | 0–3 (16.)               | 1–2 (27.)               | —                       | 3                       |
| Újpest          | 1–0 (21.)               | 3–5 (10.)               | —                       | 3–0 (32.)               | 6                       |
| Zalaegerszeg    | 3–1 (11.)               | 1–3 (22.)               | 2–1 (33.)               | —                       | 6                       |
| Összesen        |                         |                         |                         |                         | 45                      |

Jelmagyarázat: Helyszín: (h) = hazai pályán; (v) = vendégként

## MOL Magyar Kupa
Győzelem
      Döntetlen
      Vereség

### 3. forduló (legjobb 64)
| 2023. szeptember 15., péntek | Soroksár SC (NB II)        | 1 – 2               | Kecskemét                                                     | Soroksár                                                                  |  |
| 20:00 | - Lovrencsics B. (1–1) 31' | (1 – 1) Jegyzőkönyv | - 5' (0–1) Pálinkás - 83' (1–2) Horváth Kr. - 84' Horváth Kr. | Stadion: Szamosi Mihály Sporttelep Nézőszám: 600 Játékvezető: Rúsz Márton |  |
| Megjegyzés: Kecskemét: Kersák — Májer (Szűcs K. 90+1'), Szabó A., Belényesi, Szalai G., Zeke (Leoni 72') — Zsótér (Tóth B. 72'), Vágó L. (Meszhi 90+1'), Szuhodovszki — Pálinkás, Horváth Kr. • Vezetőedző: Szabó István |                            |                     |                                                               |                                                                           |  |

### 4. forduló (legjobb 32)
| 2023. november 1., szerda | Szeged-Csanád G. A. (NB II) | 0 – 1               | Kecskemét                                                   | Szeged                                                                  |  |
| 19:00 | - Könczey 59'               | (0 – 1) Jegyzőkönyv | - 45' (0–1) Iyinbor - 24' Tóth B. - 90' Vágó - 90' Pálinkás | Stadion: Szent Gellért Fórum Nézőszám: 3.183 Játékvezető: Hanyecz Bence |  |
| Megjegyzés: Kecskemét: Varga B. — Iyinbor, Belényesi, Szalai G. (Szabó A. szünetben) – Szűcs K., Szuhodovszki, Vágó L. , Meszhi (Zsótér szünetben), Zeke (Májer 87') – Tóth B. (Pálinkás 65'), Horváth Kr. (Leoni 79') • Vezetőedző: Szabó István |                             |                     |                                                             |                                                                         |  |

### Nyolcaddöntő (legjobb 16)
| 2024. február 28., szerda | VSC 2015 Veszprém (NB III)                           | 0 – 2               | Kecskemét                                                                        | Ajka                                                                             |  |
| 17:00 | - Bartusz 40' - Major 56' - Krebsz 64' - Baldauf 73' | (0 – 0) Jegyzőkönyv | - 59' (0–1) Zsótér - 90' (0–2) Katona L. - 57' Zsótér - 68' Katona L. - 74' Vágó | Stadion: Ajkai Városi Sportcentrum Nézőszám: 1.500 Játékvezető: Kovács J. Zoltán |  |
| Megjegyzés: Kecskemét: Kersák — Szabó A. (Iyinbor 76'), Belényesi, Katona L. — Májer (Szűcs K. 90+1'), Vágó L. , Derekas (Zsótér szünetben), Leoni — Horváth Kr. (Banó-Szabó 90+1'), Meszhi (Lukács D. 55') – Pálinkás • Vezetőedző: Szabó István |                                                      |                     |                                                                                  |                                                                                  |  |

### Negyeddöntő (legjobb 8)
| 2024. április 4., csütörtök | Nyíregyháza Spartacus FC (NB II)                                    | 2 – 1               | Kecskemét                                                     | Balmazújváros                                                      |  |
| 20:45 | - Gengeliczki (1–1) 44' - Novák (2–1) 69' - Sigér Á. 34' - Baki 83' | (1 — 1) Jegyzőkönyv | - 42' (0–1) (öngól) Sigér Á. - 79' Horváth Kr. - 89' Pálinkás | Stadion: Városi Sportpálya Nézőszám: 800 Játékvezető: Pintér Csaba |  |
| Megjegyzés: Kecskemét: Varga Be. — Szabó A., Belényesi, Iyinbor (Szendrei 79') — Szűcs K. (Meszhi 33'), Vágó L. , Zsótér (Pálinkás 71'), Zeke (Leoni 79') – Májer (Nagy O. 79') — Lukács D., Horváth Kr. • Vezetőedző: Szabó István |                                                                     |                     |                                                               |                                                                    |  |

## Szakmai stáb
2023. július 29. szerint.
| Klubigazgató       | Czéh László         |
| Sportigazgató      | Tóth Ákos           |
| Vezetőedző         | Szabó István        |
| Pályaedző          | Lóczi István        |
| Pályaedző          | Kerekes Barna       |
| Kapusedző          | Trepák Attila       |
| Erőnléti edző      | Buzási Péter        |
| Masszőr            | Huber Bálint        |
| Manuálterapeuta    | Nemes László        |
| Fizioterapeuta     | Turkevi Nagy Ildikó |
| Technikai vezető   | Farkas István       |
| Szertáros          | Kovács Sándor       |
| Videoelemző, scout | Lénárt Máté         |
| Orvos              | Dr. Filus Andor     |

## Játékoskeret
2024. január 21. szerint.
A vastaggal jelzett játékosok felnőtt válogatottsággal rendelkeznek.
A dőlttel jelzett játékosok kölcsönben szerepelnek a klubnál.
*A második csapatban is pályára lépő játékos.
**Kooperációs szerződéssel a Tiszakécskében is pályára lépő játékos.
Az érték oszlopban szereplő , , és = jelek azt mutatják, hogy a Transfermarkt legutóbbi adatfrissítése előtti állapothoz képest mennyit  nőtt, csökkent a játékos értéke, vagy ha nem változott, akkor azt az = jel mutatja.
| Mezszám                | Név                | Nemzetiség     | Születési hely | Születési idő (kor)            | Korábbi csapat        | Érték(€)           | Szerződés lejárta |
| Kapusok                | Kapusok            | Kapusok        | Kapusok        | Kapusok                        | Kapusok               | Kapusok            | Kapusok           |
| ---------------------- | ------------------ | -------------- | -------------- | ------------------------------ | --------------------- | ------------------ | ----------------- |
| 1                      | Fadgyas Tamás      | magyar         | Budapest       | 1995. november 20. (29 éves)   | Győri ETO FC          | 150 000 (=)        | 2025.06.30.       |
| 20                     | Varga Bence        | magyar         | Kazincbarcika  | 1996. január 9. (29 éves)      | MTK Budapest FC       | 350 000 (=)        | 2026.06.30.       |
| 46                     | Kersák Roland*     | magyar         | Budapest       | 1997. július 31. (27 éves)     | FC Dabas              | 100 000 (=)        | 2024.06.30.       |
| Védők                  |                    |                |                |                                |                       |                    |                   |
| 4                      | Grünvald Attila    | magyar         | Szeged         | 1991. július 26. (33 éves)     | SZEOL SC              | 150 000 (=)        | Nem publikus      |
| 6                      | Katona Levente     | magyar         | Mohács         | 2001. december 31. (23 éves)   | Pécsi Mecsek FC       | 150 000 ( 75 000)  | Nem publikus      |
| 15                     | Szabó Alex         | magyar         | Nagyatád       | 1998. augusztus 26. (26 éves)  | Kaposvári Rákóczi FC  | 350 000 ( 50 000)  | 2025.06.30.       |
| 18                     | Belényesi Csaba    | magyar         | Debrecen       | 1994. március 3. (31 éves)     | Diósgyőri VTK         | 375 000 (=)        | 2024.06.30.       |
| 21                     | Matheus Leoni      | brazil · olasz | Porto Velho    | 1991. szeptember 20. (33 éves) | Kisvárda FC           | 300 000 ( 100 000) | 2025.06.30.       |
| 25                     | Nagy Olivér        | magyar         | Budapest       | 2003. március 12. (22 éves)    | Ferencváros II        | 75 000 (=)         | 2024.06.30.       |
| 26                     | Szűcs Kornél       | magyar         | Miskolc        | 2001. szeptember 24. (23 éves) | Diósgyőri VTK         | 250 000 ( 125 000) | 2026.06.30.       |
| 57                     | Iyinbor Patrick    | magyar         | Budapest       | 2002. január 7. (23 éves)      | Ferencváros II        | 250 000 (=)        | 2024.06.30.       |
| 74                     | Polyák Kristóf**   | magyar         | Székesfehérvár | 2004. július 5. (20 éves)      | Budapest Honvéd FC II | 75 000 (=)         | Nem publikus      |
| 77                     | Zeke Márió         | magyar         | Sopron         | 2000. szeptember 1. (24 éves)  | Fehérvár FC           | 350 000 ( 25 000)  | Nem publikus      |
| Középpályások          |                    |                |                |                                |                       |                    |                   |
| 8                      | Banó-Szabó Bence   | magyar         | Kecskemét      | 1999. július 25. (25 éves)     | Budapest Honvéd FC    | 400 000 ( 100 000) | 2025.06.30.       |
| 10                     | Nagy Krisztián     | magyar         | Kaposvár       | 1995. július 18. (29 éves)     | Debreceni EAC         | 300 000 ( 75 000)  | 2025.06.30.       |
| 11                     | Horváth Krisztofer | magyar         | Hévíz          | 2002. január 8. (23 éves)      | Torino FC             | 900 000 ( 300 000) | 2024.06.30.       |
| 14                     | Kovács Kolos*      | magyar         | Cegléd         | 2005. február 19. (20 éves)    | Ceglédi VSE           | 10 000 ( 10 000)   | Nem publikus      |
| 16                     | Vágó Levente       | magyar         | Szeged         | 1992. szeptember 15. (32 éves) | Mosonmagyaróvári TE   | 350 000 (=)        | 2024.06.30.       |
| 23                     | Mihajlo Meszhi     | UKR            | Doneck         | 1997. február 26. (28 éves)    | FK Minaj              | 200 000 ( 25 000)  | 2024.06.30.       |
| 27                     | Zsótér Donát       | magyar         | Szeged         | 1996. január 6. (29 éves)      | Budapest Honvéd FC    | 250 000 (=)        | 2025.06.30.       |
| 44                     | Nikitscher Tamás   | magyar         | Zalaegerszeg   | 1999. november 3. (25 éves)    | Pécsi Mecsek FC       | 300 000 ( 100 000) | 2025.06.30.       |
| 70                     | Artner Dávid*      | magyar         | Szombathely    | 2004. szeptember 25. (20 éves) | Mosonmagyaróvári TE   | 10 000 (=)         | Nem publikus      |
|                        | Derekas Zoltán     | magyar         | Budapest       | 1998. szeptember 19. (26 éves) | Szombathelyi Haladás  | 100 000 ( 50 000)  | Nem publikus      |
| Támadók                |                    |                |                |                                |                       |                    |                   |
| 7                      | Pálinkás Gergő     | magyar         | Mátészalka     | 1996. december 22. (28 éves)   | Kazincbarcikai SC     | 125 000 ( 25 000)  | Nem publikus      |
| 9                      | Májer Milán        | magyar         | Budapest       | 1999. június 28. (25 éves)     | Zalaegerszegi TE FC   | 150 000 ( 25 000)  | 2024.06.30.       |
| 22                     | Tóth Barna         | magyar         | Budapest       | 1995. március 13. (30 éves)    | FC Ajka               | 300 000 ( 50 000)  | 2024.06.30.       |
| 55                     | Lukács Dániel      | magyar         | Budapest       | 1996. április 3. (28 éves)     | Diósgyőri VTK         | 350 000 ( 50 000)  | Nem publikus      |
| 99                     | Szendrei Ákos      | magyar         | Szekszárd      | 2003. január 23. (22 éves)     | FC DAC 1904           | 150 000 (=)        | 2024.06.30.       |
| Kölcsönadott játékosok |                    |                |                |                                |                       |                    |                   |
| Név                    | Poszt              | Nemzetiség     | Születési hely | Születési idő (kor)            | Kölcsönben itt        | Érték (€)          | Szerződés lejárta |
| Bodor Zoltán           | támadó             | magyar         | Kecskemét      | 2003. március 4. (22 éves)     | Ceglédi VSE           | 50 000 (=)         | 2024.06.30.       |

## Változások a csapat keretében
A vastaggal jelzett játékosok felnőtt válogatottsággal rendelkeznek.

### Érkezők
| Dátum               | Név                | Nemzet | Poszt       | Kor | Honnan                     | Szerződés megnevezése    | Átigazolási időszak | Szerződés vége | Átigazolás összege | Forrás |
| ------------------- | ------------------ | ------ | ----------- | --- | -------------------------- | ------------------------ | ------------------- | -------------- | ------------------ | ------ |
| 2023. június 7.     | Pálinkás Gergő     | magyar | csatár      | 26  | Kazincbarcika (NB II)      | átigazolás               | 2023. évi nyári     | Nem publikus   | ismeretlen összeg  | [ 6 ]  |
| 2023. június 13.    | Kiss Bence         | magyar | középpályás | 24  | Győri ETO (NB II)          | szabadon igazolható      | 2023. évi nyári     | Nem publikus   | ingyen             | [ 7 ]  |
| 2023. június 14.    | Szendrei Ákos      | magyar | csatár      | 20  | Dunaszerdahely (szlovák I) | kölcsön, vételi opcióval | 2023. évi nyári     | 2024           | –                  | [ 8 ]  |
| 2023. június 19.    | Szűcs Kornél       | magyar | hátvéd      | 21  | Diósgyőr (NB I)            | átigazolás               | 2023. évi nyári     | Nem publikus   | ingyen             | [ 9 ]  |
| 2023. június 19.    | Fadgyas Tamás      | magyar | kapus       | 27  | Győri ETO (NB II)          | szerződésbontás          | 2023. évi nyári     | Nem publikus   | ingyen             | [ 10 ] |
| 2023. június 19.    | Katona Levente     | magyar | hátvéd      | 21  | Pécsi Mecsek FC (NB II)    | átigazolás               | 2023. évi nyári     | Nem publikus   | ismeretlen összeg  | [ 11 ] |
| 2023. június 30.    | Matheus Leoni      | brazil | hátvéd      | 31  | Kisvárda (NB I)            | szabadon igazolható      | 2023. évi nyári     | 2025           | ingyen             | [ 12 ] |
| 2023. július 2.     | Kovács Kolos       | magyar | középpályás | 18  | Cegléd (NB III)            | átigazolás               | 2023. évi nyári     | Nem publikus   | ismeretlen összeg  | [ 13 ] |
| 2023. július 3.     | Artner Dávid       | magyar | középpályás | 18  | Mosonmagyaróvár (NB II)    | átigazolás               | 2023. évi nyári     | Nem publikus   | ismeretlen összeg  | [ 14 ] |
| 2023. július 3.     | Varga Bence        | magyar | kapus       | 27  | MTK Budapest (NB I)        | kölcsön után végleg      | 2023. évi nyári     | 2026           | ismeretlen összeg  | [ 15 ] |
| 2023. július 13.    | Nagy Olivér        | magyar | hátvéd      | 20  | Ferencváros II (NB III)    | kölcsön                  | 2023. évi nyári     | 2024           | –                  | [ 16 ] |
| 2023. július 25.    | Iyinbor Patrick    | magyar | hátvéd      | 21  | Ferencváros II (NB III)    | kölcsön                  | 2023. évi nyári     | 2024           | –                  | [ 17 ] |
| 2023. augusztus 5.  | Horváth Krisztofer | magyar | középpályás | 21  | Torino (olasz I)           | kölcsön, vételi opcióval | 2023. évi nyári     | 2024           | –                  | [ 18 ] |
| 2023. augusztus 15. | Zsótér Donát       | magyar | középpályás | 27  | Budapest Honvéd (NB II)    | szabadon igazolható      | 2023. évi nyári     | 2025           | ingyen             | [ 19 ] |
| 2023. szeptember 1. | Zeke Márió         | magyar | hátvéd      | 23  | Fehérvár (NB I)            | átigazolás               | 2023. évi nyári     | Nem publikus   | ismeretlen összeg  | [ 20 ] |
| 2024. január 11.    | Lukács Dániel      | magyar | csatár      | 27  | Diósgyőr (NB I)            | átigazolás               | 2024. évi téli      | Nem publikus   | ismeretlen összeg  | [ 21 ] |
| 2024. január 13.    | Derekas Zoltán     | magyar | középpályás | 25  | Szombathely (NB II)        | szabadon igazolható      | 2024. évi téli      | Nem publikus   | ingyen             | [ 22 ] |

### Kölcsönből visszatérők
| Dátum            | Név             | Nemzet | Poszt  | Kor | Honnan                  | Átigazolási időszak | Szerződés vége |
| ---------------- | --------------- | ------ | ------ | --- | ----------------------- | ------------------- | -------------- |
| 2023. június 30. | Danilo Pejovic  | szerb  | hátvéd | 25  | Pécsi Mecsek FC (NB II) | 2023. évi nyári     | Nem publikus   |
| 2024. január 1.  | Grünvald Attila | magyar | hátvéd | 32  | Tiszakécske (NB II)     | 2024. évi téli      | Nem publikus   |

### Távozók
| Dátum               | Név                | Nemzet | Poszt       | Kor | Hova                      | Szerződés megnevezése | Átigazolási időszak | Szerződés vége | Átigazolás összege | Forrás |
| ------------------- | ------------------ | ------ | ----------- | --- | ------------------------- | --------------------- | ------------------- | -------------- | ------------------ | ------ |
| 2023. június 12.    | Varga Ádám         | magyar | kapus       | 24  | Ferencváros (NB I)        | kölcsönből vissza     | 2023. évi nyári     | 2024           | –                  | [ 23 ] |
| 2023. június 17.    | Buna Gábor         | magyar | hátvéd      | 21  | Győri ETO (NB II)         | szabadon igazolható   | 2023. évi nyári     | 2024           | ingyen             | [ 24 ] |
| 2023. június 17.    | Mihajlo Rjasko     | ukrán  | hátvéd      | 27  | Nyíregyháza (NB II)       | szerződésbontás       | 2023. évi nyári     | 2025           | ingyen             | [ 24 ] |
| 2023. június 17.    | Katona Máté        | magyar | középpályás | 25  | Ferencváros (NB I)        | kölcsönből vissza     | 2023. évi nyári     | Nem publikus   | –                  | [ 24 ] |
| 2023. június 17.    | Katona Bálint      | magyar | csatár      | 20  | Ferencváros (NB I)        | kölcsönből vissza     | 2023. évi nyári     | Nem publikus   | –                  | [ 24 ] |
| 2023. június 19.    | Zeke Márió         | magyar | hátvéd      | 22  | Fehérvár (NB I)           | kölcsönből vissza     | 2023. évi nyári     | Nem publikus   | –                  | [ 25 ] |
| 2023. június 29.    | Hadaró Valentin    | magyar | hátvéd      | 28  | Pécsi Mecsek FC (NB II)   | átigazolás            | 2023. évi nyári     | Nem publikus   | ismeretlen összeg  | [ 26 ] |
| 2023. június 30.    | Horváth Krisztofer | magyar | középpályás | 21  | Torino (olasz I)          | kölcsönből vissza     | 2023. évi nyári     | 2024           | –                  | [ 27 ] |
| 2023. július 11.    | Gréczi Márton      | magyar | csatár      | 23  | Hódmezővásárhely (NB III) | átigazolás            | 2023. évi nyári     | Nem publikus   | ingyen             | [ 28 ] |
| 2023. július 12.    | Danilo Pejovic     | szerb  | hátvéd      | 25  | Pécsi Mecsek FC (NB II)   | kölcsön után végleg   | 2023. évi nyári     | Nem publikus   | ismeretlen összeg  | [ 29 ] |
| 2023. július 12.    | Győri Ábel         | magyar | hátvéd      | 19  | Karcag (NB III)           | átigazolás            | 2023. évi nyári     | Nem publikus   | ingyen             | [ 30 ] |
| 2023. július 12.    | Győri Benjámin     | magyar | csatár      | 20  | Karcag (NB III)           | átigazolás            | 2023. évi nyári     | Nem publikus   | ingyen             | [ 30 ] |
| 2023. szeptember 6. | Grünvald Attila    | magyar | hátvéd      | 32  | Tiszakécske (NB II)       | kölcsön               | 2023. évi nyári     | 2023           | –                  | [ 31 ] |
| 2023. szeptember 6. | Bodor Zoltán       | magyar | csatár      | 20  | Cegléd (NB III)           | kölcsön               | 2023. évi nyári     | 2024           | –                  | [ 32 ] |
| 2023. december 22.  | Szuhodovszki Soma  | magyar | középpályás | 24  | Debreceni VSC (NB I)      | átigazolás            | 2024. évi téli      | Nem publikus   | 500 000 €          | [ 33 ] |
| 2024. január 6.     | Szalai Gábor       | magyar | hátvéd      | 23  | Lausanne (svájci I)       | átigazolás            | 2024. évi téli      | 2028           | ismeretlen összeg  | [ 34 ] |
| 2024. január 14.    | Kiss Bence         | magyar | középpályás | 24  | Zalaegerszeg (NB I)       | átigazolás            | 2024. évi téli      | Nem publikus   | ismeretlen összeg  | [ 35 ] |